# A Smallville szereplőinek listája
Ez a lista a Smallville című amerikai televíziós sorozat kitalált szereplőinek felsorolását tartalmazza. A sorozatot Alfred Gough és Miles Millar alkotta meg. A Smallville epizódjait az Egyesült Államokban eredetileg a WB sugározta, majd a sorozatot az ötödik évadot követően, a WB és a UPN összeolvadásával létrejött CW vette át. A sorozat eredetileg nyolc állandó szereplővel indult. Az évadok során több, egykor állandó szereplő is elhagyta a sorozatot, valamint alkalmanként feltűnő mellékszereplők váltak állandó szereplőivé a Smalleville-nek. A sorozatban minden héten új vendégszereplők is megjelentek, akik közül néhányan egy történethez kapcsolódóan több epizódban is szerepeltek, melyek alkalmanként több évadon is átíveltek.
A sorozat cselekménye az ifjú Clark Kent kalandjait követi nyomon a Smallville nevű kansas-i kisvárosban a 21. század elején és a képregényekből ismert Supermanné válásának útján. A sorozat Lex Luthor történetét is bemutatja, hogy Clarkkal való barátsága hogyan változott gyűlöletté, és vált a két fiatal halálos ellenséggé. Clarknak első szerelmével, Lana Langgel, valamint a későbbiekben Lois Lane-nel, a képregények oldalin szereplő jövendőbelijével kialakuló kapcsolata szintén meghatározó eleme a sorozat cselekményének. A Smallville-ben emellett gyakran bukkannak fel a DC Comics világának más ismert szereplő is, mint például Arthur Curry vagy John Jones.
A sorozat pilot epizódjának öt hónapos forgatására Gough és Miller nyolc színészt választott ki a Smallville állandó szereplőinek alakítására. A sorozat nyolcadik évadára csak két állandó szereplő maradt a sorozattal az eredeti színészgárdából, és hét új színész csatlakozott a Smallville-hez annak jelentősebb szereplőit alakítva a második és nyolcadik évad között. Az új stáb tagjai közül négyen visszatérő vendégszínészekként szerepeltek megjelenésük első évadában. A sorozat előrehaladtával, a különböző vendégszereplők több alkalommal is visszatértek, hogy segítség az általános cselekmény kibontakozását, vagy éppen egy melléktörténet központi szereplőjeként bukkantak fel, mint például Brainiac vagy Adam Knight. Néhány visszatérő szereplő azonban továbbra is csak háttérszereplő maradt, mint például Nancy Adams seriff és dr. Virgil Swann.

## A sorozat főszereplői
| Szerep          | Színész           | Magyar hang                                  | Évadok     | Évadok | Évadok | Évadok     | Évadok | Évadok     | Évadok    | Évadok     | Évadok       | Évadok     |
| Szerep          | Színész           | Magyar hang                                  | 1          | 2      | 3      | 4          | 5      | 6          | 7         | 8          | 9            | 10         |
| --------------- | ----------------- | -------------------------------------------- | ---------- | ------ | ------ | ---------- | ------ | ---------- | --------- | ---------- | ------------ | ---------- |
| Clark Kent      | Tom Welling       | Markovics Tamás                              |            |        |        |            |        |            |           |            |              |            |
| Chloe Sullivan  | Allison Mack      | Csondor Kata                                 |            |        |        |            |        |            |           |            |              | [ note 1 ] |
| Lex Luthor      | Michael Rosenbaum | Seszták Szabolcs                             |            |        |        |            |        |            |           | Cameo      | Hallucináció | Vendég     |
| Lana Lang       | Kristin Kreuk     | Roatis Andrea                                |            |        |        |            |        |            |           | Visszatérő |              |            |
| Lionel Luthor   | John Glover       | Megyeri János                                | Visszatérő |        |        |            |        |            |           |            |              | Visszatérő |
| Martha Kent     | Annette O’Toole   | Zakariás Éva                                 |            |        |        |            |        |            |           |            | Vendég       | Visszatérő |
| Jonathan Kent   | John Schneider    | Galambos Péter, Selmeczi Roland, Varga Gábor |            |        |        |            |        |            |           |            |              | Visszatérő |
| Pete Ross       | Sam Jones III     | Előd Álmos, Hamvas Dániel                    |            |        |        |            |        |            | Vendég    |            |              |            |
| Whitney Fordman | Eric Johnson      | Bartucz Attila, Előd Botond (4x3)            |            | Vendég |        | Vendég     |        |            |           |            |              |            |
| Lois Lane       | Erica Durance     | Sánta Annamária, Bogdányi Titanilla          |            |        |        | Visszatérő |        |            |           |            |              |            |
| Jason Teague    | Jensen Ackles     | Pálmai Szabolcs                              |            |        |        |            |        |            | Flashback |            |              |            |
| Oliver Queen    | Justin Hartley    | Magyar Bálint (6x2), Pál Tamás               |            |        |        |            |        | Visszatérő | Vendég    |            |              |            |
| Jimmy Olsen     | Aaron Ashmore     | Joó Gábor                                    |            |        |        |            |        | Visszatérő |           |            |              | Vendég     |
| Kara Kent       | Laura Vandervoort | Haffner Anikó                                |            |        |        |            |        |            |           | Vendég     |              | Visszatérő |
| Tess Mercer     | Cassidy Freeman   | Kiss Eszter                                  |            |        |        |            |        |            |           |            |              |            |
| Davis Bloome    | Sam Witwer        | Rajkai Zoltán                                |            |        |        |            |        |            |           |            |              |            |
| Zod             | Callum Blue       | Széles Tamás                                 |            |        |        |            |        |            |           | Cameo      |              | Vendég     |

Note
1. ↑  A többi, nem teljes évadban (közel összes részben) feltűnő főszereplővel ellentétben Allison Mack a 10. évad során csak azon epizódokban van az intróban, amelyekben szerepel is. Emiatt a főcím is két változatot kapott, az egyikben Mackkel, a másikban nélküle.
2. ↑  A fiatal Lex (a 7. évadban is látható Connor Stanhope megformálásában) az "Örökkévaló" c. epizódban látható visszaemlékezésekben. Michael Rosenbaum nem tért vissza a felnőtt Lex szerepébe, őt két részben Kevin Miller helyettesítette, de Matt Adler szinkronizálta. A 9. évad "Visszhang" epizódjában Oliver hallucinációjában jelenik meg egy néma statiszta által Lex alakja.
3. ↑  A fiatal Jason az évad "Veritas" c. epizódjában jelenik meg Owen Best megformálásában.
4. ↑  Aaron Ashmore a fináléban már a jól ismert Jimmyként jelenik meg.
5. ↑  Zod némán felbukkan az évad utolsó jelenetében. Korábban már az 5. évadban egy Fantom zónához vezető kapu képén is látjuk, majd az évadzáróban és a 6. évad nyitányán Lex Luthor testét megszállva Michael Rosenbaum megformálásában tűnik föl a karakter.

Más televíziós sorozatokkal ellentétben, a Smallville megalkotói, Al Gough és Miles Millar a megszokott négy hét helyett úgy döntöttek, hogy öt hónapot szánnak a megfelelő szereplők felkutatására. A két producer 2000 októberében, tíz városban indította el a meghallgatásokat a Smallville három főszerepére. A következő lista azokat a szereplőket tartalmazza, aki a sorozat egy bizonyos szakaszában annak állandó szereplői közé tartoztak. A Smallville első évada kilenc állandó szereplővel indult, akik közül hatan a nyolcadik évadra elhagyták a sorozatot, miközben hét új szereplő csatlakozott hozzá hosszabb vagy rövidebb időre.

### Clark Kent
Tom Welling játssza Clark Kentet, a Smallville emberfeletti képességekkel rendelkező földönkívüli főhősét, aki arra használja erejét, hogy másokon segítsen. Clarkot Jonathan és Martha Kent fogadta örökbe a sorozat első, Meteoreső című epizódjában, mikor az akkor hároméves gyermeket szállító űrhajó lezuhant a Földre. Tizenkét évvel később a kamaszodó fiú megpróbálja megtalálni a helyét a világban, miután tudomást szerez földönkívüli származásáról vér szerinti apjától. A sorozat cselekménye során Clark folyamatosan menekülni próbál kriptoni öröksége elől; átmenetileg elhagyja Smallville városát; Jor-El, vér szerinti apjának utasítására három kriptoni kő felkutatására indul; folytatja kiképzését a Magány Erődjében, és akaratlanul szabadon ereszt több kriptoni bűnözőt a Fantom Zónából, mikor nem hajlandó megölni egykori barátját, Lexet.
Clark Kent magyar hangja Markovics Tamás.

### Lex Luthor
Michael Rosenbaum játssza Lex Luthort, a milliárdos Lionel Luthor fiát, aki azért érkezik Smallville városába, hogy átvegye apja egyik helyi üzemének a vezetését. Miután Clark megmenti az életét az első epizódban, a két fiatalember hamar összebarátkozik. A következő hét évad során, attól a naptól kezdődően, hogy Clark megmenti az életét, Lex egyre megszállottabban próbál fényt deríteni Clark titkára. Lex kíváncsisága oda vezet, hogy a sorozat harmadik évadának végére megszakad kettejük közt a baráti kapcsolat. Lexnek végül sikerül kiderítenie Clark titkát földönkívüli eredetéről.
Lex Luthor magyar hangja Seszták Szabolcs.

### Lana Lang
Kristin Kreuk játssza Lana Langot, Clark Kent barátját és a fiatalember első szerelmét. A Lana és Clark közötti barátság az első évad során kezd kialakulni, amikor a lány még egy másik fiúval, Whitney Fordmannal randevúzik. Miután Whitney az első évad utolsó, Szélvihar (Tempest) című epizódjában elhagyja a várost, hogy belépjen a tengerészgyalogságba, Lana és Clark lassan egyre közelebb kerülnek egymáshoz. A sorozat hetedik évada során Lana úgy érzi, hogy bár szereti Clarkot, kénytelen elhagyni őt, hogy a fiú képes legyen végigjárni a sors által neki szánt utat, hogy védelmezze a Földet.
Lana Lang magyar hangja Roatis Andrea.

### Chloe Sullivan
Allison Mack játssza Chloe Sullivant, Clark egyik legjobb barátját. Chloe az iskolaújság szerkesztője, és a szakma iránti elhivatottsága miatt minden esetben igyekszik „kideríteni az igazságot” és „leleplezni a csalárdságot”, ami gyakran okoz feszültséget közte és barátai, különösképpen Clark között, mikor annak múltjában kezd kutakodni. Chloe a negyedik évad Kitaszított (Pariah) című epizódjában szerez tudomást Clark titkáról.
Chloe Sullivan magyar hangja Csondor Kata.

### Pete Ross
III. Sam Jones játssza Clark egy másik barátját. Pete gyűlöli a Luthoroket, akik tönkretették a családja kukoricapép vállalkozását. Pete az első, akivel Clark önként megosztja a titkát. A harmadik évad Az igazság (Truth) című epizódjában kiderül, hogy Pete szerelmes Chloéba. Pete azért ezt az érzést a már egyébként is bonyolult Clark–Lana–Chloe szerelmi háromszög miatt fojtotta el magában. A Sebesség (Velocity) című epizódban, mivel Pete egyre jobban elidegenedve érzi magát Clarktól, rossz társaságba keveredik és egy illegális utcai autóversenyeket szervező csoporttal kezd barátkozni. Pete élete veszélybe kerül, mikor megtagadja, hogy egy megbundázott futamban részt vegyen, és Clarknak kell barátja segítségégre sietni. Az epizód eseményei végül éket üt a két fiatalember barátsága közé. Pete Ross-t a harmadik évad végén kiírták a sorozatból azzal az ürüggyel, hogy Pete-nek nehezére esik rejtegetni Clark titkát. Pete a Smallville hetedig évadában, a Hős (Hero) című epizódban vendégszereplőként visszatér a sorozatba. Az epizódban Pete emberfeletti képességre tesz szert egy kriptonittal dúsított rágógumi hatására, mely révén képessé válik testét megnyújtani. Lex tudomást szerez Pete képességeiről és zsarolni kezdi a fiút, hogy annak képességeit saját hasznára fordítsa. Clark közbelépésének köszönhetően Pete megmenekül. Mielőtt Pete ismét elhagyja Smallville városát, ő és Clark felújítják barátságukat.
III. Sam Jones volt az utolsó, akit a Smallville első évadának állandó szereplői közé kiválasztottak, csupán négy nappal az első epizód forgatását megelőzően. Pete Ross az eredeti képregényekben fehér bőrű volt, de ennek ellenére a sorozat alkotóinak mégis az afroamerikai Jones-ra esett a választása. Jones nyilatkozata szerint azt is megértette volna, ha az alkotók egyszerűen létrehoztak volna számára egy fekete bőrű szereplőt, de így, hogy annak ellenére őt választották, hogy az általa alakított Pete Ross a képregények világában mindig is fehér bőrű volt, még nagyobb megtiszteltetést jelentett számára, hogy része lehetett a sorozatnak. Az első évad során Jones úgy vélte, hogy túlságosan kevés szereplési lehetőséget kap, de végül elfogadta, hogy a történet valójában Clarkról szól, és hogy az összes többi szereplő csak azért van, hogy támogassák őt és segítsék a fejlődését.
Az írók azért döntöttek úgy, hogy a szereplő ismerje meg Clark titkát a második évadban, mivel Jones-on kívül a sorozat rajongói is úgy vélték, hogy Pete Ross-nak többet kellene szerepelni a sorozatban. Remények szerint ennek révén Pete-nek több jelenetben tudtak volna helyet biztosítani, és a Kent család életében is jelentősebb helyet foglalhatott volna el. A harmadik évadban azonban a szereplővel kapcsolatos legfontosabb történetszál a Pete-ben kialakuló magány érzése volt, miután Clark egyre több időt töltött Chloéval, Lanáva és Lexszel, valamint barátja titkának megőrzése is egyre nyomasztóbban kezdett hatni rá. Millar véleménye szerint a szereplőt elfecsérelték a sorozatban és végül abban a reményben döntöttek a kiírása mellett, hogy a későbbi epizódokban még visszahozhatják. Jones távozását illetően megoszlottak a vélemények a sorozat alkotói és stábja között. Martha Kent alakítója, Annette O’Toole úgy vélte, hogy Clarknak szüksége van egy fiú barátra, és hogy Kentéknek be kellett volna fogadniuk Pete-et, mikor annak szülei elhagyták Smallville-t. Bár Gough nem vitatja a döntést, hogy Pete Ross-nak el kellett hagynia a sorozatot, azonban véleménye szerint a szereplő távozása erőltetetten gyors volt és hiányzott belőle az a jelentőség, amivel meg kellett volna tölteni.
Pete Ross magyar hangja az első és második évadban Előd Álmos, a harmadik és a hetedik évad Hős című epizódjában Hamvas Dániel.

### Jonathan Kent

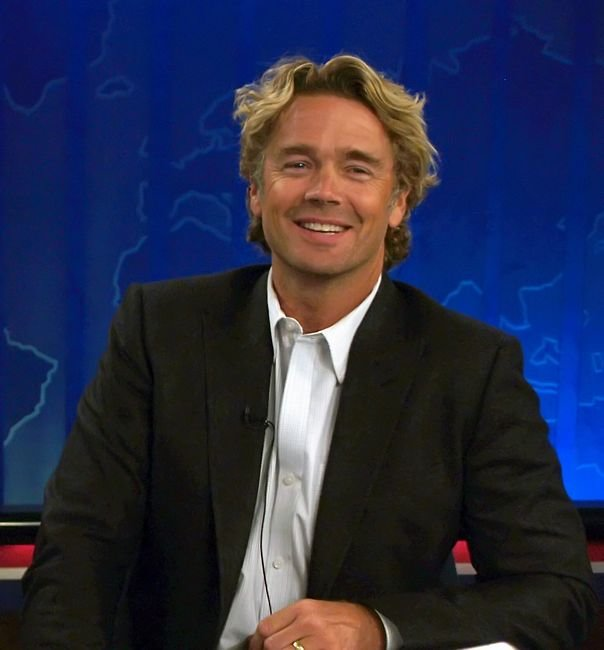
John Schneider alakította Jonathan Kentet egészen a szereplőnek az ötödik évadban bekövetkező haláláig.

John Schneider játssza Jonathan Kentet, Martha férjét és Clark nevelőapját. A férfi kész bármilyen messzire elmenni, hogy megóvja fiát; a sorozat második évadának nyitóepizódjában majdnem megöl egy riportert, aki nyilvánosságra akarja hozni fia titkát. Miután Clark elszökik otthonról, mivel azt hiszi, hogy nevelőszülei őt hibáztatják Martha vetéléséért, Jonathan alkut köt Jor-Ellel, Clark vér szerinti apjával, hogy haza tudja hozni a fiát, cserébe pedig engedi, hogy Jor-El beteljesíthesse a Clark számára kijelölt sorsot. A harmadik évad Aki látja a jövőt (Hereafter) című epizódjában kiderül, hogy az alku miatt Jonathan szíve súlyosan károsodott mikor Jor-El felruházta őt Clark minden erejével. Az ötödik évad során a férfi úgy dönt, hogy indul a kansasi szenátorválasztáson Lex Luthor ellen. Az Elszámolás (Reckoning) című epizódban Jonathan megnyeri a választást, de miután vitája tettlegességbe fajul Lionel Luthorral, akiről azt hiszi, hogy fel akarja fedni a világ előtt fia titkát, Jonathant halálos szívroham éri.
Schneider egyik legismertebb szerepe Bo Duke volt a Hazárd megye lordjai című sorozatban, ezért Millart és Gough-ot nagyon megragadta az ötlet, hogy John Schneider játssza Jonathan Kentet, hogy így a nézők egy ismerős arccal is találkozhassanak az új sorozatban. Gough véleménye szerint Schneider korábbi alakítása Bo Duke szerepében még hihetőbbé tette őt Jonathan Kent, a farmergazda megszemélyesítése során. Schneidert először nem igazán érdekelte a szerep, de a pilot epizód forgatókönyve felkeltette az érdeklődését a sorozat iránt, melyben lelehetőséget látott, hogy visszahozza „a valódi szülői nevelés” képernyőre vitelét az amerikai televízióban. A színész részben úgy tekintett Jonathan Kentre, mint akinek szerepében lecserélheti a televíziós sorozatokban túlnyomóan elterjedt „fajankó” apafigurákat. Emellett úgy érezte, hogy Jonathan képes biztosítani a sorozat földhözragadtságát is a szereplő életének nagy részét kitevő, a gazdaságban végzett mindennapos tevékenységeinek bemutatásával a nézők számára.
John Schneider megítélése szerint az általa alakított szereplő „kész lenne börtönbe menni, vagy még annál is többet magára vállalni fiáért”. A színész heves és lobbanékony természetű férfiként jellemezte Jonathan Kentet, ami a család védelmezője szerepköréből ered. Schneider véleménye szerint a második évad Ki a tettes? (Suspect) című epizódjának eseménye, melyben a férfit letartóztatják, miközben Clark titkát próbálja védeni, jól példázza annak jellemének lényegét és bemutatja, hogy „Jonathan életében az a személy, akinek a jólétével a legkevésbé törődik, az maga Jonathan”. A színész elárulta, hogy a forgatások során neki és a feleségét alakító Annette O’Toole-nak, gyakran a sorozat alkotóinak „körmére kellett nézniük”, hogy azok ne tereljék Martha, Jonathan és Clark viszonyát helytelen mederbe, vagy ábrázolják azt előnytelen helyzetben. Ilyen volt például az olyan szituációk elkerülése, melyben a szülők tehetetlenek lettek volna „a kamasz fiúk veleszületett intelligenciája” nélkül.
Tom Welling, a Clarkot alakító színész véleménye szerint Jonathant Jor-Ellel kötött alkuja, melyet a harmadik évad elején kötött, ébresztette rá, hogy nem lesz mindig ott családja mellett, hogy megvédje Clarkot. Ennek az alkunak a utóhatására hajlandó Jonathan több döntési szabadságot adni Clarknak a harmadik évad folyamán, mint korábban. Jonathan felismeri, hogy segíteni kell Clarkot, hogy megtanuljon bízni saját képességeiben és képes legyen megállnia a saját lábán, hogy egyszer elhagyhassa a családi fészket. Schneider ezzel kapcsolatban a harmadik évad utolsó előtti Cserbenhagyva (Forsaken) című epizódját emelte ki, melyben Jonathan beismeri, hogy már nem bízik saját ösztöneiben, és hogy itt az ideje, hogy Clarkra bízza a döntés jogát. A színész Jonathan beismerését, hogy nem tévedhetetlen, és ezzel együtt a fia iránt kifejezett bizalmát a családon belüli kapcsolatviszony fejlődésének tekinti.
A harmadik évad során Jonathannak súlyos szívpanaszaival is szembe kell néznie. Schneider véleménye szerint a kezelések és kúrák, melyeken az általa alakított keresztülment hasztalanok voltak, mivel az a szívroham, amit Jonathan az Aki látja a jövőt című epizódban elszenved valójában Jor-El figyelmeztetése volt, mellyel megpróbálta felkelteni a férfi figyelmét. A szívpanaszok nem voltak új elemei a szereplőnek, mivel azok már Richard Donner 1978-as Superman című filmben, melyben Glenn Ford alakította Jonathan Kentet, és a képregénysorozatban is felbukkantak. Ezektől eltérően azonban a Smallville-ben az alkotók a betegséget a Jonathan és Jor-El közötti alku részeként jelenítették meg. Jonathan Kent halálát Schneider „jelentéssel teljes” halálnak nevezte és a John Wayne által alakított Wil Andersen halálához hasonlított az 1972-es Cowboyok című filmben.
Jonathan Kent magyar hangja az első és harmadik évad között Galambos Péter, a negyedik évadban és az ötödik évad 9. részéig Selmeczi Roland, valamint az ötödik évad 10. részétől Varga Gábor.[forrás?]

### Martha Kent
Annette O’Toole játssza Martha Kentet, Jonathan feleségét és Clark nevelőanyját, aki férjével együtt próbálja bölcs tanácsokkal ellátni fogadott fiát, hogyan bánjon egyre növekvő emberfeletti erejével. A második évad folyamán Martha várandós lesz, köszönhetően Clark űrhajójának, amely a Járvány (Fever) című epizódban meggyógyítja a nő testét, aki így teherbe eshetett, melyre fizikai állapota miatt Clark örökbefogadásakor nem volt képes. A családi boldogsága azonban nem tart sokáig; az évad utolsó epizódjában Martha egy autóbaleset miatt elvetél. Szintén ebben az évadban, hogy segítse családja anyagi helyzetét, Martha asszisztensi állást vállal Lionel Luthor mellett, nem sokkal ezután, a Ki a tettes? című epizódban, tisztázatlan okok miatt fel is mond. A negyedik évadban átveszi a város helyi kávézójának, a Talonnak a vezetését, melyet egészen férjének az ötödik évadban bekövetkező haláláig folytat. Ezt követően a Sír (Tomb) című epizódban a kansasi kormányzó felkérésére elfogad egy szenátusi kinevezést. A kinevezés végül a szereplő távozásához vezet a sorozat hatodik évadának Prototípus (Prototype) című epizódjában, mikor munkája miatt Washingtonba kell költöznie.
Martha Kent szerepét először Cynthia Ettinger kapta meg, de a pilot epizód forgatás közben mindenki, köztük Ettinger is úgy vélte, hogy ő mégsem való a szerepre. O’Toole még a The Huntress című televíziós sorozaton dolgozott, mikor Ettinger jeleneteit forgatták. A The Huntress nagyjából abban az időben szűnt meg, mikor a Smallville alkotói elkezdték keresni Martha Kent új megszemélyesítőjét, így O’Toole számára adott volt a lehetőség, hogy csatlakozzon a sorozat színészi gárdájához. O’Toole-nak színészként nem ez volt az első találkozása a Superman-mítosszal, mivel már az 1983-as Superman III című filmben is feltűnt Lana Lang szerepében. O’Toole véleménye szerint a sorozat alkotói valaki idősebbet kerestek Martha szerepére, és mikor ő is szóba került a producerek megbeszélésén, mindenki egyetértett abban, hogy a szereplő milyen helyet töltsön be a sorozatban. A színésznő megítélése szerint Martha igen intelligens asszony, de sokszor el kell rejtenie ezt, hogy „megőrizze a békét”.
O’Toole úgy érezte, hogy az általa alakított szereplő elvesztegeti tehetségét és diplomáját, ezért az javasolta a producereknek, hogy Martha dolgozzon Lexnek a második évad során. Az alkotók beleegyeztek, de módosítottak az eredeti ötleten, így végül Martha Lionelnek kezdett dolgozni, és eközben a férfihoz való közelségét arra használta fel, hogy kiderítse, hogy Lionel mit tud fiáról és annak képességeiről. A színésznő némiképpen csalódott, mikor ez a történetszál hirtelen véget ért még ugyanazon évad folyamán, de abban reménykedett, hogy Martha titka, mely a Ryan című epizódban került szóba, az lesz, hogy a nő jelölteti magát a polgármesteri választáson. O’Toole meglátása szerint Marthának szüksége van valamilyen módra, hogy teret engedhessen intelligenciájának. Az ezt követő történet azonban, melyben Martha várandós lesz, O’Toole véleménye szerint olyan mértékben láncolta a farmhoz az általa alakított szereplőt, mellyel egyáltalán nem értett egyet. O’Toole szerette volna úgy alakítani az eseményeket, hogy a terhesség valójában csak a Clark űrhajója által kiváltott hamis tudati befolyása legyen, de az alkotók ragaszkodtak a valódi terhesség ötletéhez. A történet végül azzal végződött, hogy Marha elvetélt és elveszítette gyermekét. A negyedik évad kezdete előtt O’Toole ismét javaslatot tett a producereknek, hogy Martha dolgozzon Lexnek, mivel nagyon élvezte a sorozat azon pillanatain, mikor Lionel asszisztenseként dolgozott, mely jobban kihasználta a szereplő lehetőségeit, és ezt szerette volna a negyedik évadban feleleveníteni. Az alkotók elfogadták az ötletet és Marthának a Talonban adtak új munkát, melynek tulajdonosa Lex volt. O’Toole úgy érezte, hogy ezen keresztül a szereplő többet érintkezhet Clark életének fontos szereplőivel.
O’Toole kisználta a lehetőséget, mely akkor tárult fel előtte, mikor Jonathan elhunyt a sorozatban, bár szomorú volt, hogy egy barátja elhagyja a sorozatot. Azzal, hogy Martha szenátusi tag lett, jóval komolyabb történetek bemutatására nyílt lehetőség az ötödik évad második felében, amit a színésznő igen fontosnak érzett, mivel addigra a sorozatban Clark is egyre komolyabb lett és elindult a felnőtté válás útján. O’Toole-nak erős érzelmek kifejezésére is alkalma nyílt Jonathan halála kapcsán. Al Gough véleménye szerint Jonathan halála hozzásegítette őket, hogy Martha okos és erős oldalát is bemutathassák, valamint Lionelhez fűződő kapcsolatát. Az alapgondolat az volt, hogy nyilvánvalóvá tegyék, hogy van valamiféle vonzalom Martha és Lionel között, de ezzel együtt azonban Martha soha nem menne bele egy romantikus jellegű kapcsolatba férfival, különösen azok után, amiket az a családjával tett. O’Toole Martha vonzalmát Lionelhez egy veszélyes állat megfigyelésével hasonlította össze: Olyan vonzalom, amit egy gyönyörű és veszélyes állat irányt érez az ember. Az ember valahogy képtelen levenni róla a tekintetét, de ugyanakkor azt is érzi, hogy »Istenem, ez meg fog ölni«” – mondta O’Toole. A színésznő véleménye szerint Martha egyetlen célja az volt, mikor egyre közelebb került Lionelhez, hogy megtudja, mik a férfi tervei Clarkkal. Todd Slavkin író nyilatkozata szerint, mikor eljött az idő, hogy Martha is elhagyja a sorozatot, „csak el szerették volna egyszerűen küldeni”. Magyarázata szerint Marthával nem tehettek semmi hasonlón nagyot, mint John Schneider esetében, mivel a hatodik évad végére már olyan sok történetszál futott egymással párhuzamosan, hogy egyszerűen nem volt lehetőségük egy továbbit is beilleszteni közéjük. Mivel nem ölhették meg a szereplőt, úgy döntöttek helyet adnak neki az Amerikai Egyesült Államok Szenátusában; míg Clark emberfeletti erejével küzd az igazságért, addig anyja ugyanezt teszi a politika színterén.
Martha Kent magyar hangja Zakariás Éva.

### Whitney Fordman
Eric Johnson játssza Whitney Fordmant, Lana udvarlóját a sorozat első évadában. A Smallville pilot epizódjában Whitney olyan féltékeny a Clark és Lana között szövődő baráti kapcsolatra, hogy lehúzza Clarkot. A Láthatatlanul (Shimmer) című epizódban Whitney arra kényszerül, hogy apja szívbetegsége miatt átvegye a családi vállalkozást. Nem sokkal ezután elveszíti futball-ösztöndíját, és a Kinetikus (Kinetic) Lanát is kezdi hanyagolni, és idejét inkább régi gimnazista futballsztárokkal tölti, akik bevonják a fiatalember illegális tevékenységeikbe. Mielőtt Whitney az első évad utolsó epizódjában elhagyja Smallville városát, és csatlakozik a tengerészgyalogsághoz, még kibékül Clarkkal és Lanával. Whitney a sorozat második évadában vendégszereplőként bukkant fel az Ábrázat (Visage) című epizódban, melyben kiderül, hogy a tengerentúlon egy ütközetben elesett. A negyedik évad Látszat (Façade) című epizódjában Whitney Clark egy visszaemlékezésében szerepel utoljára.
Eric Johnson eredetileg Lex és Clark szerepére jelentkezett, de végül Whitney Fordman alakítására választották ki. Mikort Johnsont a sorozat producerei visszahívták a harmadik meghallgatásra, a színész közölte velük, hogy ha valóban akarják őt, akkor készítsenek vele próbafelvételt. A próbafelvétel után Johnsont kiválasztották a szerepre, és mindössze egyetlen napot töltött jeleneteinek felvételeivel a pilot epizód számára. A sorozat alkotói és Johnson sem szerették volna Whitneyt „sztereotipikus sportolóként” ábrázolni, amivé könnyedén válhatott volna amiatt, hogy Lana ne tűnjön furcsának, amiért vele jár. Whitney több történetnek is szereplője volt a sorozat első évadában, melyben megpróbálták a szereplőt kedvezőbb fényben feltüntetni a nézők számára. Kristin Kreuk, Lana alakítójának véleménye szerint ez azonban teljesen hiábavaló próbálkozás volt, mivel a közönség elkerülhetetlenül mindvégig Clark szemével tekintettek Whitneyre.
Johnson, miután elolvasta a pilot epizód scriptjét, tudta, hogy az általa megformált szereplőt nem arra szánták, hogy mindvégig a sorozattal maradjon. Ez még nyilvánvalóbbá vált, miután Whitney története egyre gyorsabb ütemben kezdett előrehaladni. Johnsont a Más szemén át (Obscura) című epizód forgatása alatt értesítették, hogy Whitney már nem fog visszatérni a sorozat állandó szereplői közé a következő évadban. Johnson attól tartott, hogy hibát követett el, és hogy az alkotók meg fogják ölni a szereplőt, de végül megtudta, hogy Whitneyt úgy távolítják el a sorozatból, hogy beléptetik a tengerészgyalogságba. A színész utólag hangot adott hálájának azért, ahogyan az írók Whitney távozását kezelték, aki így hősként hagyhatta el a sorozatot.
Whitney Fordman magyar hangja az 1. és 2. évadban Bartucz Attila, a 4. évadban pedig Előd Botond

### Lionel Luthor
John Glover játssza Lionel Luthort, Lex apját. Lionel próbatételként küldi fiát Smallville városába, hogy az vegye át egy helyi üzem vezetését. Mikor Lexnek sikerül az évek óta veszteséges üzemet nyereségessé tennie, Lionel bezárja azt Lex gyenge vezetései képességeire hivatkozva. A történet előrehaladtával Lionel érdeklődése a város közelében található Kawatche barlangokra, melynek falain kriptoni szimbólumok találhatóak, valamint Clark titkai felé fordul. Miután Lionelt megszállja Jor-El, Clark vér szerinti apjának szelleme az ötödik évad Elrejtve (Hidden) című epizódjában, a férfi megpróbál segíteni Clarknak, hogy az meg tudja védeni titkait Lextől. A hetedik évadban Lionelt saját fia, Lex öli meg, amiért apja eltitkolta előle az igazságot a földönkívüli látogatóról.
Lionel Luthor magyar hangja Megyeri János.

### Lois Lane
Erica Durance játssza Lois Lane-t, Chloe unokatestvérét. Lois azért érkezik a kisvárosba, hogy Chloe állítólagos halála és annak körülményei után kezdjen nyomozni. Az ötödik évad Fanatikus (Fanatic) című epizódjában Lois Jonathan Kent kampányfőnöke lesz, mikor a férfi jelölteti magát az állam szenátorválasztásán. Jonathan halála után folytatja ugyanezt a tevékenységét, mikor Martha átveszi férje helyét a politikai életben. Némi fenntartás után, Lois felfedezi, hogy érdeklődik az újságírás iránt, és munkát vállal a szenzációhajhász cikkeiről hírhedt Inquisitor nevű lapnál, majd pedig később a Daily Planet munkatársa lesz.
Lois Lane szinkronhangja Sánta Annamária, a nyolcadik évadtól Bogdányi Titanilla.[forrás?]

### Jason Teague

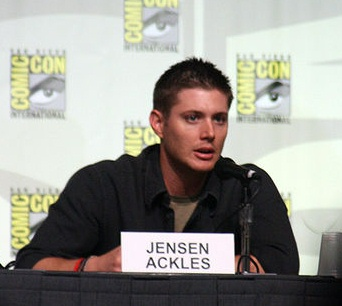
Jensen Ackles a Smallville negyedik évadában Jason Teague szerepében jelent meg.

Jensen Ackles játssza Jason Teague-ot, Lana szeretőjét a sorozat negyedik évadában. A pár Párizsban találkozott egymással, mialatt Lana Franciaországban tanult. Mikor a lány hirtelen eltűnik az Elveszett (Gone) című epizódban, Jason követi őt Smallville-be, ahol a középiskola futballcsapatában segédedzői állást vállal. Az Átvitel (Transference) című epizódban Jasont kirúgják állásából, mikor fény derül Lanához fűződő viszonyára. A negyedik évad végére kiderül, hogy ő és anyja, Genevieve (Jane Seymour), mindvégig három, nagy tudást hordozó kő után kutattak. Ezek a kövek valójában kriptoni eredetűek, melyek később egyetlen kristállyá egyesülve létrehozták Clark számára a Magány Erődjét. Jason és anyja az Örökké (Forever) című epizódban elrabolják Lexet és Lionelt, hogy rajtuk keresztül találják meg az egyik követ, mely Lionel állítása szerint Lanánál van. Az évad utolsó epizódjában Genevieve és Lana összetűzésbe keverednek, és a dulakodás Jason anyjának halával végződik. Jason úgy hiszi, hogy a kövek titka Clark birtokában van, így a Kent farmon túszul ejti Jonathan és Martha Kentet. Jasonnel egy becsapódó meteorkő végez a második meteoreső során.
Jason Teague megalkotása a hálózatnak azon kívánságán alapult, hogy Lanának legyen egy új udvarlója, aki „különbözik Clarktól”. Mivel Lois Lane is a negyedik évadban tűnt fel a sorozatban, Gough és Millar némiképp aggódtak a két, teljesen új szereplő bemutatásának nehézségei miatt. Az alkotói páros kiindulási pontja a harmadik évad vége volt, melyben Clark és Lana véget vetettek kapcsolatukban, amiben valójában Clark fordított hátat a lánynak. Gough-nak és Millarnak megtetszett az új szereplő ötlete és egy új szerelmi háromszög létrehozásának gondolata; Jasont végül pedig egy nagyobb történetnek is fontos részévé tették, melyben a sorozat szereplői három kriptoni kő után kutatnak.
Brian Peterson író nyilatkozata szerint míg Clark „félelmet” és „mélységet” ad Lanával való kapcsolatába, addig a lány Jasontól „örömet”, „könnyedséget” és „szórakozást” kapott. A szereplőt alakító Jensen Ackles véleménye szerint Jason valóban szerette Lanát, mivel egy olyan ártatlanságot látott benne, amilyennel a saját, magas társadalmi osztályában felnőve soha nem tapasztalt azelőtt. Míg Jason folyamatosan megkérdőjelezte anyja tetteit, addig Lanával lehetősége nyílt rá, hogy egy őszinte kapcsolatot éljen meg. Ackles Gough és Millar első választása volt Jason Teague szerepére, mivel a színész korábban, a készülő sorozat szereplőválogatása során Clark Kent szerepére is jelentkezett. Ackles-t az ötödik évadra is szerződtették, de a negyedik évad utolsó epizódjában mégis kiírták a sorozatból, melyre, Ackles nyilatkozata szerint azért volt szüksége, mert a WB új, Odaát című sorozatában betöltött főszerepe összeegyeztethetetlen lett volna a Smallville-ben való megjelenésével. Ezzel szemben Gough nyilatkozata szerint az Odaát semmilyen formában nem befolyásolta a terveiket a Smallville folytatásával kapcsolatban, és hogy Jason Teague az eredeti tervek szerint is csak egyetlen évadban szerepelt volna.
Jason Teague magyar hangja Pálmai Szabolcs.[forrás?]

### Jimmy Olsen

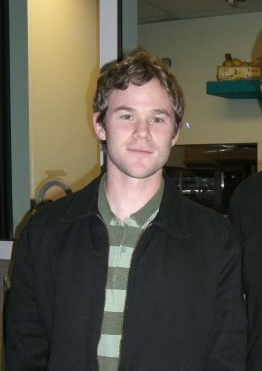
A sorozatban Aaron Ashmore látható Jimmy Olsen szerepében. A színész testvére, Shawn, szintén feltűnt a sorozat két epizódjában.

Aaron Ashmore játssza Jimmy Olsent. A szereplő neve először a negyedik évad során kerül szóba, mint az a fiú, akivel Chloe elveszítette a szüzességét, mialatt a Daily Planet-nél gyakornokoskodott. Jimmy Olsen, a Daily Planet fényképésze személyesen azonban csak a hatodik évad első epizódjában tűnik fel. A Jimmy és Chloe szerelmi kapcsolata az évad Sorvadás (Wither) című epizódjában lángol fel ismét. A Hydro című epizódban Jimmy Lois Lane-nel együtt próbál fényt deríteni a Zöld Íjász valódi kilétét, majd a sorozat hetedik évadában, mikor Lois is a Daily Planet munkatársa lesz, ismét együtt kezdenek dolgozni. A hetedik évad Alvó (Sleeper) című epizódjában Jimmy Lex lekötelezettjévé válik, mikor a fiú arra kéri Lexet, hogy akadályozza meg, hogy a Nemzetbiztonsági Hivatal (DDS) emberei letartóztassák Chloét, amiért a lány betört a kormány számítógépes rendszerébe. Az évadzáró epizódban Lex megszegi az ígéretét és letartóztattatja Chloét, éppen akkor, mikor Jimmy megkéri a lány kezét.
Miután Oliver Queen és Clark megmenti Chloét a nyolcadik évad első epizódjában, a lány igent mond Jimmy házassági ajánlatára. A Committed című epizódban egy zavarodott ékszerész elrabolja Jimmy-t és Chloét az eljegyzési ünnepségük után, és kínzásnak veti alá őket, hogy kiderítse valóban szeretik e egymást. Miután mindketten átmennek az ékszerész próbáin, szabadon engedi őket. Az Identity című epizódban Jimmy azt gyanítja, hogy Clark a „Jó Szamaritánus” néven emlegetett személy, aki szerte Metropolis-ban üldözi a bűnözőket és embereket ment meg. Hogy Clarktól elterelje a gyanút, Oliver Queen maga öltözik be a „Jó Szamaritánusnak”, Jimmy pedig elfogadja, hogy tévedett Clarkkal kapcsolatban. A Bride című epizódban Jimmy és Chloe összeházasodnak, de Végítélet betör az esküvőre és elrabolja a lányt, Jimmy pedig a kórházba kerül a lény által okozott súlyos sérülések miatt. A Turbulence című epizódban Jimmy szemtanúja lesz, ahogyan Davis Bloome meggyilkol valakit, és mikor megpróbál figyelmeztetni másokat, Davis elkábítja őt, hogy úgy tűnjön mintha Jimmy csak hallucinált volna. Jimmy végül véget vet a Chloéval való házasságának, mivel elege van abból, hogy a lány mindig Davis pártját fogja. A nyolcadik évad utolsó epizódjában Davis meggyilkolja Jimmy-t, miután megtudja, hogy Chloe valójában még mindig őt szereti.
Aaron Ashmore nyilatkozata szerint a szerepre való kiválasztása egyszerre volt meglepetés, és az, amit mindig is akart. „Jelentkeztem a szerepre és elküldtem a kazettámat. Hetekig nem hallottam róla semmit, majd egyszer csak felhívtak és azt mondták, hogy »Vancouverbe kell menned, mert ott forgatják a Smallville-t«. Az álmom hirtelen valóra vált.” – mondta Ashmore. Aaron Ashmore egypetéjű ikertestvére, Shawn, aki a 2000-es X-Men című filmsorozatban Bobby Drakeket alakította, szintén feltűnt a Smallville két epizódjában a képességrabló Eric Summers szerepében. Miután három évadot töltött a sorozattal, ebből kettőt mint annak rendszeres szereplője, Ashmore-t kiírták a Smallville-ből. Ashmore nyilatkozata szerint mikor a sorozat producerei először próbálták megszerezni a szereplő használatának jogait a DC Comics-tól, a képregénykiadó fő aggálya az volt, hogy Jimmy korban túl közel volt Clarkhoz és Lois-hoz, mivel a szereplőnek eredetileg legalább tíz évvel fiatalabbnak kellett volna lennie. A producerek garantálták a kiadónak, hogy végül fel fogják fedni, hogy az a Jimmy Olsen, aki a Smallville szereplője lesz, nem ugyanaz a személy, aki egy nap majd Clark és Lois oldalán fog dolgozni. Ennek megfelelően a nyolcadik évad záró epizódjában, a szereplő temetésén fény derült rá, hogy a szereplő teljes neve Henry James Olsen. Az epizódban egy rövid jelenetben feltűnik Jimmy öccse is, mely sejtetni engedi, hogy a fiatal fiú a képregényekből ismert valód Jimmy Olsen. Bár Ashmore szomorú volt, hogy el kell hagynia a sorozatot, úgy érzte, hogy Jimmy utolsó szereplése és áldozata, amit Chloéért hozott, megfelelő módja volt annak, hogy a Smallville megváljon a szereplőtől.
Jimmy Olsen magyar szinkronhangja Joó Gábor. Joó már azelőtt hallott a sorozatról, mielőtt még közreműködött volna a magyar szinkron elkészítésében, de valójában csak a munka megkezdése után ismerte meg a Smallville-t, melyet később „nagyon igényesnek” nevezett. Nyilatkozata szerint „jó élmény” Aaron Ashmore-t szinkronizálni, valamint az általa alakított szereplő is szimpatikus számára. Joó „érzékeny” és „romantikus lelkű fiatal srácként” jellemezte Jimmy Olsent.
(SPOILER) Ashmore újra megjelenik Jimmy Olsenként a fináléban. Ahhoz képest, hogy a kilencedik évadban feltűnt kisfiú nem hasonlított Aaron Ashmore-ra, érdekes volt Ashmore-t újra látni, mint az "Igazi" James Bartholonew Olsen.

### Kara

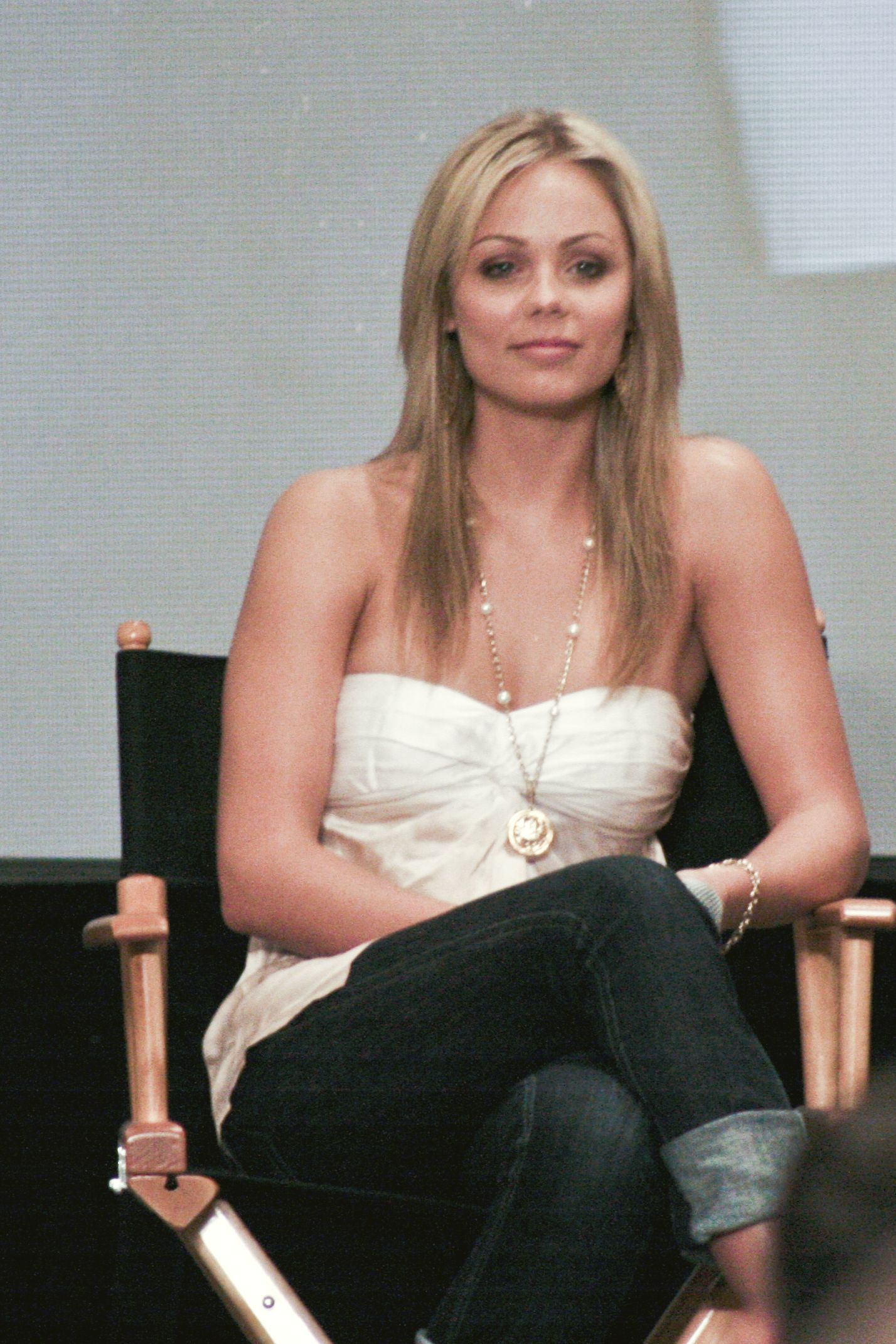
Laura Vandervoort Kara szerepében a sorozat hetedik évadában csatlakozott a Smallville színészi gárdájához.

Laura Vandervoort játssza Karát, Clark kriptoni unokatestvérét. Kara egy időben érkezett a Földre Clarkkal, azzal a küldetéssel, hogy védelmezze unokaöccsét, de a lány a becsapódás után nyolc évig hibernációs állapotban rekedt. Kara a hetedik évad első epizódjában szabadul ki a fogságból és megmenti Lexet a vízbefulladástól. Lex egy másodpercre megpillantja Karát, ahogyan az elrepül, mely után Lex megszállottan kezdi keresni az „angyalt”, aki megmentette az életét. Kara a saját nevét viselő epizódban talál rá Clarkra, és tőle tudja meg, hogy anyabolygójuk, a Kripton elpusztult, miután ők űrhajójukkal lehagyták azt, és hogy a bolygó lakói mind meghaltak. Clark megtanítja Karát, hogyan uralkodjon egyes képességein és megpróbálja őt az emberi társadalomba is bevezetni. A Lara című epizódban Kara a Nemzetbiztonsági Hivatal fogságába esik, ahol a kínzás alatt felfedi egy korai emlékét, arról, mikor Clark vér szerinti anyjával, Larával meglátogatták a Földet. A lány rádöbben, hogy édesapja nem az a jóságos ember volt, ahogyan ő emlékezett rá, hanem egy gonosz férfi, ahogyan azt Clark mondta. Kara és Clark közösen harcolnak a lány apja, Zor-El ellen, akit Clark véletlenül szabadított ki fogságából, mikor a Kék (Blue) című epizódban megpróbálta megalkotni édesanyja klónját. Mikor a harc végén Zor-El elpusztul, Karának is nyoma vész a Magány Erődjéből. A lány Detroitban tér magához, emlékek és emberfeletti képességei nélkül.
A Törés (Fracture) című epizódban Lex rátalál Karára, aki hazaviszi őt és a lány emlékezetvesztését saját hasznára fordítva akar fényt deríteni Clark titkára. Az Utazó (Traveler) című epizódban Chloénak sikerül rávennie Jor-Elt, hogy adja vissza Kara emlékeit és képességeit, még mielőtt Lex megtudná Clark titkát. Mikor Brainiac katatón állapotba juttatja Lanát a Veritas című epizódban, Kara beleegyezik, hogy együttműködik a mesterséges intelligenciával abban a reményben, hogy így meghagyja a lány életét. Az Apokalipszis (Apocalypse) című epizódban Brainiac visszaviszi Karát az időben Kriptonra, éppen a bolygó megsemmisülése előtti időpontra, ahol Brainiac meg akarja ölni a csecsemő Clarkot. Jor-El segítségével Clarknak is sikerül visszautazni az időben, hogy megállítsa Brainiac-ot. Clark tudta nélkül azonban Brainiac nem pusztul el a harcban. Karát foglyul ejti a Fantom Zónában, és maga pedig visszatérve a Földre átveszi a lány személyazonosságát. A nyolcadik évad Bloodline című epizódjában Clark behatol a Fantom Zónába, ahol megtalálja Karát. Miután sikerül megszökniük a Zónából, Kara elhagyja a Földet, hogy megkeresse Kandor városát, amiről azt beszélik, hogy Kripton túlélői ott találtak menedéket.
Laura Vandervoort a sorozat nyolcadik évadában már nem tartozott a sorozat állandó szereplői közé, és csak a Bloodline,Supergirl és a Prophecy című epizódban tért vissza mint vendégszereplő.
Az utolsó két epizódban Kara feltűnik, hogy segítsen Clarknak a Sötét erőkkel szemben, és hogy repüljön (sikertelenül). Kara még egy új külsőt és személy azonosságot választ, hogy a Sötét erőt becsapja. Utoljára Oliver Queen-nek akart segíten, de végül Jor-el egy másik időbe küldi Karát.
Kara magyar hangja Haffner Anikó.[forrás?]

### Oliver Queen
Justin Hartley játssza a milliárdos Oliver Queent, aki Star City-ből költözött Metropolis városába. A hatodik évad Tüsszentés (Sneeze) című epizódjában Oliver elrabolja Lexet, akiről olyan felvételek kerülnek a birtokába, melyen Lex, akkoriban a kriptoni bűnöző, Zod támbornok befolyása alatt, betör a Pentagon épületébe és a támadás közben a lőfegyverek nem voltak képesek megsebesíteni őt. Miután Oliver rájön, hogy Lex már nincs birtokában emberfeletti képességeinek egyik segítője értesíti, hogy egy másik személy, Clark Kent hasonló adottságokkal rendelkezik. A Nyíl (Arrow) című epizódban Oliver Metropolis-ban álruhát öltve kezdi üldözni a bűnözőket. Az álarcos igazságtevőt, aki a gazdag személyektől már egyébként is lopott értéktárgyakat rabol, Lois Lane újságcikkében a Zöld Íjásznak kereszteli el. Oliver csúcstechnológiájú felszerelést használ a bűnüldözésben, például íjával kísérleti fejjel felszerelt nyilakat lő ki, hangját pedig torzító berendezéssel manipulálja, hogy ne ismerjék fel. Oliver később romantikus jellegű kapcsolatba kerül az újságírónővel. Az Igazság (Justice) című epizódban Clark, Bart Allen, Arthur Curry és Victor Stone segítségével megsemmisíti Lex 33.1-es létesítményét, melyben a Lex a meteorkövek által megfertőzött embereken kísérletezett. A létesítmény elpusztítása után Oliver és csapata újabb 33.1-es központok felkutatására indul, emiatt a közte és Lois közötti kapcsolat megromlik és végül szakítanak.
Miután a hetedik évad végén Clarknak nyoma vész, miközben elpusztul a Magány Erődje, a fiatalembert Oliver kutatja fel és menti meg a nyolcadik évad első epizódjában. A mentést követően Oliver és csapat feloszlik, mivel attól tartanak, hogy titkos személyazonosságuk kitudódott. A Toxic című epizódban fény derül rá, hogy Olivert régen romantikus szálak fűzték Tess Mercerhez, Lex Luthor saját maga által kijelölt utódjához, aki Lex eltűnése után átvette a LuthorCorp vezetését. Oliver úgy hiszi, hogy Lex nyomára bukkant a Bride című epizódban, és az is kiderül, hogy meg akarja ölni őt, ha rátalál. Oliver azonban Lex helyett Lana Langot találja meg. A Requiem című epizódban Oliver átveszi a LuthorCorp vezetését, miután Tess eladja neki a vállalatot, mely során Lex megkísérli megölni őt. Oliver végül rátalál Lexre és Winslow Schott bombájával, mellyel Lex őt akarta megölni, felrobbantja Lexet és gépeket melyek életben tartották őt.
Al Gough nyilatkozata szerint Justin Hartley volt az alkotók első számú választása Oliver Queen, vagyis a Zöld Íjász szerepére. A szereplő bemutatásának célja az volt, hogy egy másfajta módot és nézőpontot mutasson be, hogy mit jelent hősnek lenni. Emellett a producerek azt is szették volna, hogy az új szereplő Clark és Lois életére is egyaránt nagy hatással legyen. Tracy Bellomo író megfogalmazásában Oliver olyan ember, aki nem nagyon veszi komolyan saját magát, és szereti bolonddá tenni azokat, akik így is próbálják látni őt. Bellomo véleménye szerint ez az egyik oka annak, amiért a szereplő vonzódik Lois-hoz, valamint azért, mert a nő kihívást jelent számára. Az alkotók Oliver Clarkkal való kapcsolatát úgy próbálták kialakítani, hogy Oliver „tágítsa Clark igencsak szűk látásmódját”, és hogy megértesse Clarkkal, hogy a világ nem csak Smallville kisvárosát jelenti. Hartley a hatodik és hetedik évad folyamán mint visszatérő vendégszereplő tűnt fel, és csak a nyolcadik évadban csatlakozott a Smallville állandó színészi gárdájához.
Oliver Queen magyar hangja első felbukkanásakor Magyar Bálint, az azt következő résztől pedig Pál Tamás.[forrás?]

### Tess Mercer
Cassidy Freeman játssza Tess Mercert, a LuthorCorp vezetőjét, akit Lex jelölt ki erre a feladatra arra az esetre, ha valami történne vele. Tess Mercer elsődleges célja a nyolcadik évad folyamán, hogy megtalálja Lexet. A figyelmét hamar Clark Kent is felkelti, akiről úgy hiszi, hogy segítségére lehet Lex felkutatásában. Tess először akkor kerül kapcsolatba Clarkkal, mikor az kiszabadítja a nőt egy busz roncsai alól a Plastique című epizódban; Tess azonnal megsejti, hogy Clark nem mindent mond el neki, amit Lex eltűnéséről tud. Ugyanebben az epizódban az is kiderül, hogy Tess egy csapatot állít össze a meteorkövek által megfertőzött személyekből, melyhez egy Bette nevű fiatal lány is csatlakozik, aki különleges képességre révén képes tüzet szítani. A Prey című epizódban egy olyan fiatalembert soroz be, aki képes árnyékká változtatni magát. A Toxic című epizódban fény derül rá, hogy Tess-nek és Oliver Queennek volt egy futó romantikus kapcsolata, miután Oliver megmentette a nő életét, mikor egy szigeten rekedtek. Az Instinct és Bloodline című epizódban Tess tudomást szerez a Kriptonról és a „Kal-El” névről, de ezeket az információkat nem tudja közvetlenül Clarkhoz kötni. A Bulletproof című epizódban kiderül, hogy Tess tudja, hogy hol van Lex. Lana felvilágosítja Tess-t, hogy Lex sebészi úton nano-adót ültetett a szemébe, hogy figyelemmel tudja kísérni Tess minden cselekedetét. Tess felháborodva a hallottakon egy zavaróberendezést helyez a nyakláncába, hogy megszakítsa az adó közvetítését. Azonban még mielőtt ezt megtenné, Lex tudomására hozza, hogy el fogja őt vágni a külvilágtól, és hogy minden tulajdonát el fogja adni. A Requiem című epizódban kiderül, hogy Tess a LuthorCorp jelentős részét a Queen Industries-nek adta el. A Turbulence című epizódban Tess elolvassa Lionel Luthor néhány írását Clarkról, melyben a férfi a fiút „Az Utazóként” azonosítja, megpróbálja rávenni őt, hogy leleplezze képességeit, de kísérlete nem jár sikerrel. Az Eternal című epizódban fény derül rá, hogy Tess birtokában van annak a kriptoni gömbnek, mely lerombolta A Magány Erődjét. Az Injustice-ban az is kiderül, hogy Tess azért próbálta leleplezni Clark képességeit és megölni Végítéletet, mivel egy test nélküli hang a gömbből erre utasítottat őt. A nyolcadik évad utolsó epizódjában a gömb működésbe lép és Zod tábornokot Smallville-be transzportálja.
Tess Mercer neve utalás Eve Teschmacherre és Mercy Graves. Az előbbi szereplő az 1978-as Superman-filmben volt Lex Luthor barátnője, míg az utóbbi az 1996-os Superman-rajzfilmsorozatban volt Lex egyik közeli alkalmazottja. A Tess Mercert alakító Cassidy Freeman jellemzése szerint Tess „félelmetes”, „életrevaló” és „intelligens”. Csak a 10 évad közepén derül ki, hogy Tess valójában Lionel lánya, Lena Lutessa Luthor.
Tess karaktere a 10-dik évadra teljesen megváltozik, az ellenfélből az "Igazság Liga" vezetőjévé válik és ő lesz az Őrtorony-2, míg Chloe eltűnik egy időre.
Utoljára Lex Keze által hal meg, de felállozásával sikerül törölnie Lex emlékeit Clarkról.
Végül Tess feltűnik a képregény változatban Lex hallucinációjaként, de később kiderül, hogy nem csak egy hallucináció, hanem tudja irányítani Lex testét is.
Tess Mercer magyar hangja Kiss Eszter.

### Davis Bloome
Sam Witwer játssza Davis Bloome-ot, Metropolis Általános Kórház egyik rohammentősét. Első szereplése a nyolcadik évad Plastique című részében volt, melyben Chloéval segédkezik egy bombarobbanás sérültjeinek ellátásában. A Toxic című epizódban Chloe Davis segítségét kéri, mikor Olivert megmérgezik, de elutasítja, hogy kórházba szállítsák. A Prey című epizódban Clark arra kezd gyanakodni, hogy Davis egy sorozatgyilkos, mikor eszméletlenül találja őt az egyik gyilkosság színhelyén. Később Clark azt is megtudja, hogy mindig Davis az első rohammentős, aki megérkezik a hasonló gyilkosságok helyszínére. Davis hasonló dologra kezd gyanakodni, mikor egyre több idő esik ki az emlékezetéből és csurom véresen tér magához. Davis Faorától, Zod tábornok feleségétől, hogy miután kettejüknek nem lehetett saját gyermekük, genetikailag megtervezve hozták létre őt, hogy alkalmazkodjon minden sérüléshez és hogy végül elpusztítsa a Földet. Az Adyss című epizódban Davis bevallja Chloénak, hogy szerelmes belé, és hogy szerinte a lány rossz férfihez készül hozzámenni; Chloe válaszul megkéri őt, hogy többet ne találkozzanak. Chloe esküvőjének napján, a Bride című epizódjában Davis átalakul egy tomboló monstrummá, majd elrabolja Chloét az esküvőjéről és vőlegényét, Jimmy-t pedig súlyosan megsebesíti. Az Infamous című epizódban Davis felfedezi, hogy képes kordában tartani Végítéletet, de ehhez gyilkolnia kell. Davis bűnözőket szemel ki áldozataiul. Később, a Turbulence-ban rájön, hogy Chloe jelenléte is képes kordában tartani a benne lakozó szörnyeteget. A Beast című epizódban Davis és Chloe együtt elszöknek a városból, és így próbálják megakadályozni Végítélet ismételt megjelenését. A nyolcadik évad utolsó epizódjában Chloe fekete kriptonit segítségével szétválasztja Davis-t és Végítéletet. Az immár teljesen emberi Davis azonban átszúrja Jimmy-t egy csővel, mikor megtudja, hogy Chloe valójában még mindig őt szereti. Mielőtt Chloéra is rátámadhatna a haldokló Jimmy utolsó erejéből nekilöki őt egy vasrúdnak, mely felnyársalja és megöli őt.
Davis valójában az eredeti Superman-képregényekben szereplő Végítélet nevű szereplőnek, az egyetlen gonosztevőnek, akinek sikerült megölnie Supermant, a televíziós sorozatba adaptált változata. A Smallville-ben Végítélet „szimpatikus” rohammentősként mutatkozik be, aki árvaházról árvaházra vándorolva nőtt fel. A szereplő története „meglehetősen sötét”, melynek során Davis borzalmas dolgokat tud meg magáról a nyolcadik évad folyamán. Brian Peterson nyilatkozata szerint ő, és a Smallville új alkotói csapata egy olyan új gonosztevőt kerestek a sorozat számára, aki „ugyanolyan nagyszerű mint Lex”. A Lex Luthort alakító Michael Rosenbaum távozását követően a hetedik évad végén a producerek Végítélet személyében találták meg azt, akit kerestek. Bár Sam Witwer alakította Davis Bloome-ot, annak Végítélet-formájában már kaszkadőr öltötte magára a szereplő számára készített méretes öltözéket.
Davis Bloome magyar hangja Rajkai Zoltán.

### Zod Tábornok
Callum Blue játssza Zod tábornokot, aki Superman egyik ősibb ellensége. Szó Zod tábornokról a Smallville Ötödik évadjában esik, ahol Brainiac, mint szabadság harcosként említi Jor-El-lel szemben. Végül kiderül, hogy pont fordítva volt. Brainiac ki akarta szabadítani Zod-ot a Fantom-zónából, ahol feleségével Faorával elválasztva a testüktől Lidérc formában kísértettek. Brainiac terve az lett, hogy feláldozta magát Lex Luthor testébe tudta helyezni Zod-ot. Zod Lex Luthor testében Clark-ot a Fantom zónába küldte és majdnem a Földet elpusztította, de Clark visszatért és meg állítva Zod tervét visszaküldte őt a Fantom Zónába.
A Nyolcadik évadnál kiderül, hogy mielőtt "kivégezték" Zod-ot és Faorát volt egy közös tervük, amivel megállíthatják Jor-el tervét, amivel létre hozzák az "Ítéletnapot" a közös DNS-jükből, ami nem csak átlagos Kryptoni, hanem egy mutáns, ami minden gyengeségét legyőzve erősebb lesz.
A Kilencedik évadban Tess Mercer által aktívált gömbből megjelent Jor-el és Zod serege. Zod (Callum Blue) ekkor jelenik meg először, mint hús-vér karakter. Mivel nem tudja seregét kordában tartani lázadó Baquat (Adrian Holmes – Griff a Lexmas epizódból) így Tess-el együtt kell fogságban lennie. Végül Tess rábeszéli Zod seregét, csak Zod vezetésével tudnak megmaradni a Földön. Zod elengedve Tess-t elhagyják a Luthor kastélyt és elrejtőzve probálják átvenni az uralmat a Föld felett. Zod megtalálja Tess segítségével Jor-el-t, ami elmondja, hogy ő és a serege csak egy másolata a Kryptoniaknak, akik véréből hozták létre őket.
Clark miután rájön, Lois jövőbeli látogatásánál, hogy Zod serege a felelős az "Vörös nap" miatt, ezért felfedve magát találkozik Zod seregével. Bár Zod átadja Clarknak az irányítást egy időre, amivel gond nélkül megtalálják a elveszett többi Kryptoniait, de Zod nem akarja feladni a tervét szerelmével Faorával, hogy Clark-ot erejétől megfosztva átvegyék a Föld felett az irányítást. Végül Alia (aki a jövőből is jött) elmondja Zodnak, hogy ő felelős Jor-el halála miatt. Zod kivégzi Aliát Clark tanácsa ellenére. Ezért Clark megsemmisíti a Naptornyot, amit Tess-el együtt készítettek.
Zod nyomozni kezd néhány eltűnt Kryptoniai után. Kiderül, ugyanis, hogy egyik testalanyuk (például John Corben) Dr. Bernard Chisholm rabolta el őket, hogy viszonozza, hogy ilyen rossz állapotban került vissza. Chisholm halálosan megsebesíti Zod-ot, amitől Clark menti meg Zod életét, azzal, hogy átadja a vérét. Zod ezután, mint Clark ő is olyan erővel rendelkezik ráadásul tud repülni.
Chisholm hatására a Sakkmatt társaságnak is gondot okoz Zod serege és ki akarják őket irtani. Végül Zod a terhes felesége Faora halálát használja ürügynek, hogy kiirtsa a Sakkmatt-ot és átvegye a Föld felett az irányítást.
Mikor Zod serege rájön Clark segítségével, hogy Zod felelős Faora haláláért, akkor fellázadnak a vezetőjük ellen és Clark segítségével az új otthonukba küldik őket.
A tizedik évadban. Zod ellenszegülése segítségével Clark nem kerül Zod-ékkal együtt az Új Kryptonra. Mivel Zod lesz az utolsó ezért új Krypton után a Fantom zónába kerül Faora és a gyereke meggyilkolása miatt. Zod a Fantom zónában új sereget alkot az ottani foglyokból és kapcsolatba tud lépni nemcsak eredeti önmagával, hanem magával a Sötét úrral. Végül az odaküldött Slade Wilsontól megtudja, hogy Clark túlélte a közük lévő harcot. Zod ezért rájön, hogy ronoki lett Clark vérétől és a Fantom zóna kijáratát felhasználva vissza küldi Slade Wilson-t, hogy csapdába csalja Clark-ot.
Zod tábornok magyar hangja: Széles Tamás

## Visszatérő szereplők
A következő lista azoknak a szereplőknek a felsorolását tartalmazza, akik a sorozat visszatérő szereplői voltak. A Smallville-nek tizenhárom olyan szereplője van, akiknek a kapcsolódó történetei több évadot is felölelnek, míg mások megjelenései egyetlen történetre, vagy egyetlen évadra korlátozódnak.

### Ethan seriff
Mitchell Kosterman játssza Ethan seriffet a sorozat tizenhét epizódjában az első és második évad során. A szereplő első megjelenése a Remegés (Jitters) című epizódban volt, mely az eredeti tervek szerint a sorozat harmadik epizódja lett volna, de végül a nyolcadik helyre tették át. Az Ármány (Rogue) című epizódban történt rá első ízben utalás, hogy Ethan seriffet és Jonathan Kentet közös múlt köti össze. Ebben az időpontban Kosterman úgy érezte, hogy az általa alakított szereplőt túlságosan a háttérbe szorítják. Ez a közös múlt a Ki a tettes? (Suspect) című epizódban Jonathan ellen fordul, mikor Ethan letartóztatja őt a Lionel Luthor elleni gyilkossági kísérlet vádjával. Clark és Pete saját nyomozásuk során leleplezik Ethan csalárdságát, melynek eredményeképpen Ethant letartóztatják.
Mitchell Kosterman, aki már korábban is alakított rendészeti tisztet, először elutasította a szerepet. Miután az ügynöke tudatta vele, hogy visszatérő szerepről van szó, és hogy a sorozat alkotói hajlandóak többet fizetni a munkájáért, Kosterman elfogadta az ajánlatot. Mark Verheiden és Greg Beeman producerek döntése, hogy Ethan seriffből gonosztevőt csinálnak a Ki a tettes? című epizódban, valójában azt a célt szolgálta, hogy eltereljék a nézők figyelmét a történet jelentősebb részleteiről. Az eredeti ötlet szerint Ethan egy nővért ejtett volna túszul, de a forgatókönyvet végül átírták, hogy a seriff szimpatikusabb szereplőként távozhasson. Kosterman saját bevallása szerint jobban kedvelte az újraírt változatot, mivel nem látott rá okot, hogy az általa alakított szereplő miért vált volna gonosszá. A színész meglátása szerint Ethan seriffet „a jó embert egy rossz ember rossz irányba tereli”-séma kategóriájába sorolták.

### Dr. Helen Bryce
Emmanuelle Vaugier játssza dr. Helen Bryce-t a sorozat kilenc epizódjában a második és harmadik évad során. A Smallville-i orvos először a második évad Megtestesült tudathasadás (Dichotic) című epizódjában tűnik azon a dühkezelő terápián, melynek felkeresésére Lexet kötelezték. A doktor és Lex között romantikus jellegű kapcsolat alakul ki, és Lex a Szakadék (Precipice) című epizód el is jegyzi Helent. A kettejük közöttik kapcsolat aggasztani kezdi Jonathan Kentet, mivel a nő egy Clarktól vett vérminta alapján a Járvány (Fever) című epizódban rájön, hogy Clark nem ember. Helen megígéri Jonathannak, hogy megőrzi Clark titkát, de ugyanakkor nem semmisíti meg azt a fiolát, melyben Clark vérmintája van. A hívás (Calling) című epizódban a vérmintát ellopják a nő irodájából, bár Clark neve nem volt feltüntetve rajta. Lex később beismeri, hogy ő lopta el a fiolát, ami miatt Helen szakít vele. A doktornő az évadzáró epizódban visszatér és megbocsát Lexnek és a pár meg is esküszik. A nászutuk során Helen elkábítja Lexet és sorsára hagyja a LuthorCorp magángépén. Miután Lex a harmadik évad Főnix (Phoenix) című epizódjában visszatér, saját tervet dolgoz ki, hogy bosszút álljon az árulásért. Mikor a pár második nászútjára megy, Helennek nyoma vész.
A második évad tizenkilencedik epizódjára az íróknak már pontos elképzeléseik voltak Helen további sorsával kapcsolatban. Eredetileg azt tervezték, hogy a szereplő a nászéjszakáján fog meghalni, de végül úgy döntöttek, hogy hatásosabban is felhasználhatják őt. Gough magyarázata szerint az a tényező, hogy Helen birtokában van Clark vérmintájának, hogy tudja a fiatalember titkát, valamint a Lexhez fűződő kapcsolata egyszerűen túl megnyerő összeállítás volt, hogy végleg kiírják a nőt a sorozatból. Az alkotók Helen valódi szándékait még Vaugier előtt is titkokban tartották, amit a színésznő nagyon élvezett, mivel így lehetősége volt úgy játszania Helent, mintha annak nem is lennének mögöttes szándékai.
Magyar hangja Dögei Éva.

### Dr. Virgil Swann

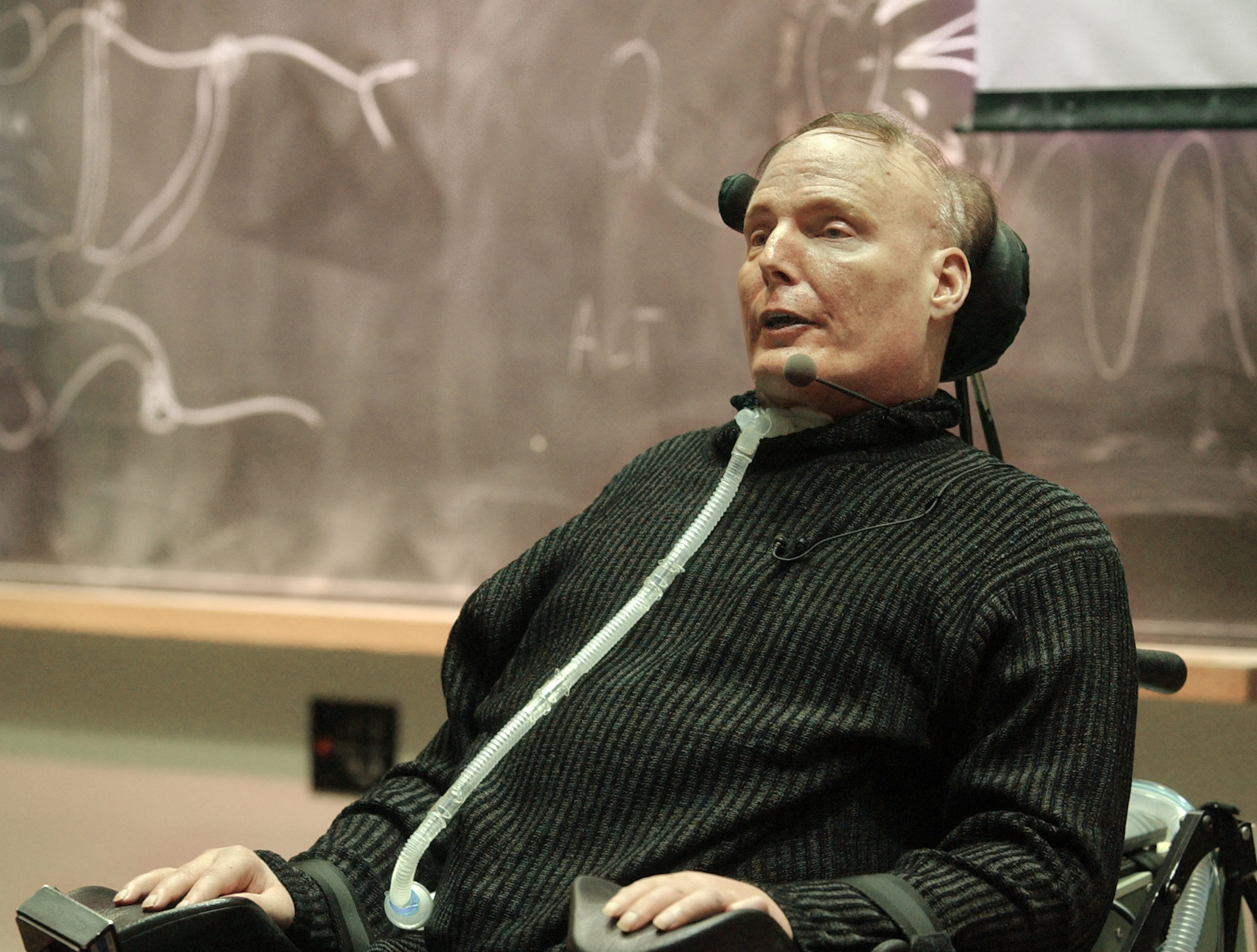
Christopher Reeve dr. Virgil Swann szerepében tűnt fel a sorozatban.

Christopher Reeve játssza dr. Virgil Swannt, egy tudóst, aki képes volt lefordítani a kriptoni nyelvet. Clark és Swann először a második évad Rosetta című epizódjában találkoznak, melyben Swann elmagyarázza, hogy ő és tudós csapat elfogtak egy adást mely a világűrből érkezett és hogy sikerült megfejteniük azt a vele érkezett matematikai kód segítségével. Clark a tudóstól tudja meg, hogy valódi szüleitől a Kal-El nevet kapta és hogy a Kripton nevű bolygóról származik, mely távozás után megsemmisült. Lionel a sorozat harmadik évadában, miután felfedezi a Kawatche barlangok falán talált szimbólumokat és Clark Kent gyakori jelenléte is egyre gyanúsabbá válik számára Az örökség (Legacy) című epizódban Swannhoz fordul. Swann, bár tagadja hogy képes elolvasni a barlangrajzokat, beleegyezik hogy segít Lionelnek, miután helyesen rátapint, hogy Lionel haldoklik. Arra, hogy Swann hogyan támogatja Lionelt, nem derül fény. A negyedik évad Szent (Sacred) című epizódjában kiderül, hogy Swann elhunyt. A doktor halála előtt azonban még elküldött egy nyolcszögű tárgyat Clarknak, mely a fiú űrhajójának része volt és melynek még a harmadik évad Az örökség című epizódjában veszett nyoma.
Gough és Millar a kezdetektől fogva szerették volna ha Christopher Reeve is feltűnik a sorozatban. Mikor a sorozat alkotói megtudták, hogy Reeve kedveli a sorozatot, Gough és Millar elhatározták megpróbálják megszervezni a színész szereplését a Smallville második évadában. Dr. Virgil Swannt már megalkották a sorozat számára, a szereplőt, akitől Clark tudomást szerez származásáról, és úgy döntöttek, hogy Reeve tökéletes lenne erre a szerepre. Gough és Millar nyilatkozata szerint „természetesnek” tűnt számukra, hogy Reeve legyen az a személy, akitől Clark többet tudhat meg múltjáról és ezen keresztül jövőjébe tekinthet. Gough megfogalmazása szerint a Clark és Swann közti jelenet „a staféta átadásának” pillanata volt a sorozatban. „Dr. Swann szolgáltatta az első választ Clark kérdéseire, melyek egész addigi életében kínozták. »Honnan jöttem? Mi történet a szüleimmel? Tényleg egyedül vagyok?«” – nyilatkozta Gough és Millar dr. Swann jelentőségéről a sorozatban. Az alkotók csapata New Yorkba utazott, hogy ott forgassák le Reeve jeleneteit, aki korábbi balesete miatt tolószékhez volt kötve és az utazás további segítséget vett volna igénybe a színész számára. Bár magának az epizódnak James Marshall volt a rendezője, Reeve New York-i jeleneteiért Greg Beeman volt a felelős. Gough, Welling és Mat Beck szintén Beemannel utaztak New Yorkba, ahol John Wells, aki már korábban a Homokóra (Hourglass) című epizódhoz is a Smallville csapatának rendelkezésére bocsátotta Az elnök emberei című sorozatban használt Fehér Ház-i iroda díszleteit, átengedte a Harmadik műszak gyártási irodáit Reeve jeleneteink felvételére.
Úgy gondoltam jó szórakozás lenne; kellemes változatosság a politika és az orvosi kutatás mellett. A politikusokkal való hadakozás és az orvosi kutatások szorgalmazása bonyolult munka, időrabló és fárasztó, ez pedig egy nagyon jóleső váltás.
Az alkotók kezdetben aggódtak Reeve állapota miatt, hogy mennyire fogja jól viselni a forgatást. Reeve és Welling közös jelenete hat oldal hosszú volt, mely a gyakorlatban tizenkét óra munkát jelentett. Beeman megpróbálta úgy beállítani a jelenet, hogy az minél egyszerűbb legyen, de Reeve hamar átszervezte azokat. Beeman eredetileg eredeti ötletében Welling besétált volna a képbe, Reeve mögé állt volna és ott egyetlen kisebb mozdulatot tett volna. Reeve-nek az volt a véleménye, hogy a jelenetben nem volt elég dinamika a két szereplő között és ha Welling alig tett volna mozdulatot, a dinamika teljesen elveszett volna. „Ha Tom körülöttem sétálna, az palástolná hogy én nem tudok mozogni.” – mondta Reeve. Beeman félelme, hogy túlterheli Reeve-et hamar alaptalannak bizonyult, mivel a színész maga jelentette ki, hogy nem számít meddig tart leforgatni a jelenetet, ha az utána remekül fog kinézni. Reeve a negyedik évad forgatásának megkezdésekor éppen a Kis nagy hős című animációs film rendezőjeként dolgozott, így a színész nem térhetett vissza dr. Swann szerepében a Smallville-ben, ahogyan azt eredetileg tervezték.
Magyar hangja Juhász György.

### Nancy Adams seriff
Camille Mitchell játssza Nancy Adams seriffet a Smallville négy évadának huszonkét epizódjában. Adams seriff első szereplése alkalmával a második évad Szakadék (Precipice) című epizódban letartóztatja Clarkot, aki verekedésbe keveredett a Talonban. Az ötödik évad Bekerítve (Lockdown) című epizódjában Adams-et megöli két szálhámos rendőrtiszt, akik a fekete földönkívüli űrhajót keresik, mely a meteorzáport követően csapódott a földbe. Camille Mitchell a hetedik évad Apokalipszis (Apocalypse) című epizódjában vendégszereplőként tér vissza. Az epizód történetében Clark egy alternatív valóságba kerül, ahol Nancy Adams a Nemzetbiztonsági Hivatal egyik ügynöke, aki információkkal látja el Lois Lane-t az Egyesült Államok elnökének, Lex Luthornak a tevékenységéről.
Camille Mitchell eredetileg a második évad A hódoló (Nocturne) című epizódjában feltűnő Byron édesanyjának a szerepére jelentkezett. Greg Beeman emlékezett a színésznőre, és visszahívta őt Adams seriff szerepének meghallgatására. Mitchell némi kutatást is végzett a szereppel kapcsolatban; elbeszélgetett néhány női rendészeti tiszttel, hogy megtudja azok hogyan kezelnek egyes helyzeteket. Mitchell az általa alakított szereplőt egy „földhözragadt seriffként” jellemezte, aki „egy farmer józan eszével gondolkodik”. A színésznő véleménye szerint az olyan szereplők, mint amilyen Nancy Adams is, hozzájárulnak hogy a sorozat jobban kötődjön a valósághoz, mely egyébként egy képregényfüzet környezetében játszódik. Gough Adams seriffet „Holly Hunter és a Fargo című filmben látható seriff (Frances McDormand) keresztezéseként” jellemezte.
Magyar hangja Koffler Gizella.

### Jor-El
Terence Stamp adja Clark vér szerinti apjának, Jor-El test nélküli szellemének a hangját a sorozat tizenhat epizódjában a második és hetedik évad között. Jor-El először a Clarkot a Földre hozó űrhajóból szólt fiához, hogy tudassa vele, ideje elhagynia Smallville-t és beteljesítenie a sorsát. Az Emlék (Relic) című epizódban kiderül, hogy Jor-El egyfajta „felnőtté válási ceremónia” részeként érkezett korábban a városba. Clark következtetése szerint Jor-El azért a Kent családot választotta, hogy legyenek a nevelőszülei, mivel kedvező tapasztalatai voltak Jonathan apjával. A harmadik évad utolsó epizódjában Jor-El csellel eltávolítja Clarkot Smallville városát, majd három hónappal később „Kal-El”-ként visszaküldi őt azzal a feladatta, hogy találja meg a tudás három kövét, és így betöltse végzetét. Clark azonban visszanyeri emlékeit és megszakítja az apja által kitűzött küldetést.
Clark végül mégis arra kényszerül, hogy felkutassa a három követ, melynek következményeképpen az ötödik évad elején létrejön a Magány Erődje. Az Erődben Jor-El tudatja Clarkkal, hogy el kell kezdenie kiképzését, hogy végül beteljesíthesse sorsát, de Clark megszakítja a tréninget és visszamegy Smallville-be. Jor-El ezután megfosztja fiát minden emberfeletti képességétől. Mikor Clarkot halandó testében megölik az Elrejtve (Hidden) című epizódban, Jor-El feltámasztja őt és visszaadja minden erejét. Ennek árára az Elszámolás (Reckoning) című epizódban derül fény, mikor kiderül, hogy Clark az életét Jonathanéért cserébe kapta vissza. Clark folyamatos ellenszegülése miatt Jor-El fiát egy jégtömbbe zárja a hetedik évad Kék (Blue) című epizódjában. Miután a Perszóna (Persona) című epizódban Jor-El megtudja, hogy Clark egy klónja visszatért Smallville-be, szabadon engedi a fiát, hogy az leszámolhasson a teremtménnyel.
Terence Stamp neve szándékosan nem szerepelt a sorozat nyitó képeiben, annak érdekében hogy titokban tartsák hogy ő fogja adni Jor-El hangját. Stamp játszotta Zod tábornokot a Christopher Reeve főszereplésével készült Superman-sorozat első és második részében. Gough és Millar szerettek volna válaszokkal szolgálni a Superman-mitológia egyes kérdéseire, így a harmadik évad kezdetén Jonathan szívproblémáit a Jor-Ellel kötött alku következményévé tették, melybe Jonathan azért ment bele, hogy megkapja azt az erőt, hogy visszakaphassa fiát. Ez az erő azonban túlságosan nagy terhet jelent Jonathan szívének. A filmes részleg visszautasította a Smallville alkotóinak kérését, hogy Jor-El fizikailag is megjelenjen, így a sorozat különleges hatásokért felelős csapat kénytelen volt kidolgozni egy módszert arra, hogy a nézők számára megjelenítsék a testetlen tudatot, mely a harmadik évad Menekült (Exile) című epizódjában megszólította Jonathant. Úgy döntöttek, hogy egy energiamezőt fognak létrehozni akörül a személy körül, aki éppen Jor-Ellel beszél, mely megtestesíti Jor-El hangját és hullámzik miközben beszél. Hogy pénzt takarítsanak meg, a stáb először egy fekete háttér előtt vette fel John Schneidert, majd az Entity FX munkatársai digitálisan megalkották körülötte az energiamezőt. A hatás elérése érdekében szélgépeket és egy spot-lámpát is felhasználtak a mező élethűbbé tételéhez. A harmadik évad Emlékek (Memoria) című epizódjának forgatása idején, melynek egyik jelenetében Jor-El és Lara a csecsemő Kal-Elt az űrhajójába helyezték a Kripton felrobbanása előtt, a Warner Bros. egy új Superman-filmen dolgozott, mely a szereplő eredettörténetének új feldolgozása lett volna, és így azok továbbra sem engedélyezték Jor-El bemutatását a Smallville alkotói számára. Millar Jeph Loeb képregényeiben keresett ihletet a jelenet megvalósításához. Loeb egyik történetében, Jor-Elnek és Larának csupán a kezei láthatóak miután Kal-Elt az űrhajójába helyezték.
Jor-El magyar hangjai Juhász Zoltán, Varga Rókus és Vass Gábor.

### Adam Knight
Ian Somerhalder játssza Adam Knightot a Smallville harmadik évadában. Adam először a Feledés (Asylum) című epizódban tűnik fel a Smallville-i Gyógyászati Központban, ahol Lanát segíti a felépülésben, miután a lányt megtaposta egy ló. A kettejük között barátság alakul ki, mely még szorosabbá válik, mikor a Törlés (Delete) című epizódban Lana felajánlja Adamnek a kávézója feletti lakást. Az Aki látja a jövőt (Hereafter) című epizódban Adam tettei, hogy beinjekcióz magáznak egy ismeretlen anyagot, gyanakvóvá teszik Lanát és barátait. Kiderül, hogy Adam egy ritka májbetegségben meghalt, de egy, a LuthorCorp által kifejlesztett anyag, melyet beinjekciózott magának, életre keltette és egyben ez az egyetlen ami továbbra is életben tartja. Lana felfedezi, hogy Adam minden cselekedetét, és Clarkét is egy naplóba rögzít, így a lány megpróbálja kilakoltatni őt a bérlakásból. Lana Lex segítségét kéri, de mire Lex odaár Adamnek már nyoma sincs a lakásban. A Megszállottság (Obsession) című epizódban Lex Adam nyomára bukkan, aki a LuthorCorp egyik laborjában bujkál, ahol dr. Tang Lionel Luthor utasításai ellenére próbálja Adamet életben tartani. Lionel megvonta az Adamet életben tartó szert tőle, amiért nem sikerült információkat szereznie Clarkról. Adam a Válság (Crisis) című epizódban végül kitör a fogságból, megöli dr. Tangot és a labor összes többi dolgozóját. Adam elrabolja Lanát is, de még mielőtt végezhetne vele Clark időben megérkezik, hogy megmentse őt. A szérum nélkül Adam teste rohamos sebességgel leépül és végül meghal.
Adam Knight első felbukkanását követően az interneten elterjedt a szóbeszéd, hogy a szereplő Bruce Wayne, vagyis adaptációja. A rajongók ezt a feltételezést a szereplő nevére alapozták: keresztneve Adam Westre utalhat, a Wayne-t alakító egyik legismertebb színészre; vezetékneve pedig Batman egyik jelzőjéből, a „Dark Knight”-ból, vagyis Sötét Lovagból származhat. Az alkotók nyilatkozata szerint azonban soha nem állt szándékukban Adam Knight személyében Bruce Wayne ifjú változatát bemutatni a sorozatban. Az alkotók eredeti szándéka az volt, hogy Adam legyen Lana új párja, de Ian Somerhalder és Kristin Kreuk párosa között összhang végül mégsem működött. A csapat elhatározta, hogy Adam romantikus történetszálát inkább a „Csendes terror irányába” viszik el. Gough nyilatkozata szerint a szereplő története egy tudományos-fantasztikus történetté alakult át, és mikor ez megtörtént, úgy érezték, hogy gyorsan le kell zárniuk azt.
Magyar hangja Fekete Zoltán.

### Brainiac

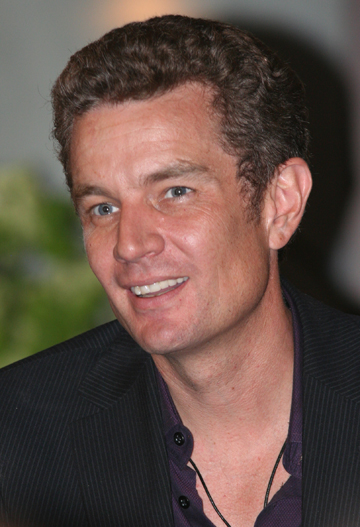
James Marsters volt Gough és Millar első választása a kriptoni mesterséges intelligencia, Brainiac szerepére a sorozatban.

James Marsters játssza Brainiac-ot, kriptoni mesterséges intelligenciát a sorozat ötödik évadának nyolc, és hetedik évadának négy epizódjában. Brainiac az ötödik évad Érkezés (Arrival) és Töredék (Splinter) című epizódjában a Central Kansas A&M professzorának, Milton Fine-nak, a személyazonosságát magára öltve Clark egy kriptoni fajtársának adja ki magát, aki segíteni akar a fiatalembernek. Valódi célja a Magány (Solitude) című epizódban válik nyilvánvalóvá, mikor a Magány Erődjét arra akarja felhasználni, hogy kiszabadítsa Zod tábornokot a Fantom Zónából. Clarknak azonban sikerül megakadályoznia Zod szökését és látszólag elpusztítja Fine-t. Brainiac a Hipnotikus (Hypnotic) című epizódban tér vissza és Lex segítségével egy szupervakcinát fejleszt ki, mely képes meggyógyítani a bolygó legveszélyesebb betegségeit is. Az ötödik évad utolsó epizódjában Fine elszabadít egy számítógépes vírust, mely megbénítja a Föld számítógépes hálózatát. Egy csel segítségével Zod szellemét Lex testébe ülteti, mikor ráveszi Clarkot, hogy szúrja le őt egy kriptoni tőrrel, mellyel valójában Zod fizikai testét pusztítja el.
A hetedik évad Harag (Wrath) című epizódjában kiderül, hogy Brainiac egy részének sikerült életben maradnia amit a LuthorCorp tudósai folyékony állapotban tartanak fogva. A tárolóegység azonban megsérül, a mesterséges intelligencia pedig beköltözik a labor egyik munkatársának testébe. Brainiac ezután akiből csak tudja, minden élőlénynek a testéből kivontja a természetes fémeket, és végül ezekből újjáalkotja Milton Fine-testét a Perszóna (Persona) című epizódban. Brainiac tudomást szerez rőla, hogy alkotója, Dax-Ur a Földön van, akit felkutat és meggyilkol. Áttölti magába Dax-Ur kriptoni tudását és annak segítségével teljesen kijavítja magát. Az Apokalipszis (Apocalypse) című epizódban Brainiac megpróbál visszajutni Kripton múltjába, éppen a bolygó megsemmisülése előtt pillanatokra, ahol meg akarja ölni a csecsemő Kal-Elt. Kísérlete azonban kudarcba fullad és Kara, Clark unokatestvére látszólag elpusztítja Brainiac-ot. A hetedik évad utolsó epizódjában Chloe rájön, hogy Brainiac azóta Kara testének álcáját használta, mióta a lány látszólag visszatért a Földre Clarkkal a Kriptonról. A mesterséges intelligencia rátámad Chloéra, a lány emiatt kómába esik. Clarknak sikerül elpusztítania Brainiac-ot, mielőtt annak sikerül megtalálni az elrejtett szerkezetet a Földön, mely képes uralma alá vonni Clarkot.
Gough és Millar a kezdetektől fogva James Marsters szerették volna látni Milton Fine/Brainiac szerepében. Mikor az alkotópáros elkészítette az ötödik évad központi történetének vázlatát, már tudták, hogy egy új gonosztevőt akarnak bemutatni aki harcba szállhat Clarkkal. A fekete űrhajó megérkezése után a negyedik évad utolsó epizódjában, Gough és Millar elérkezettnek látták a pillanatot Brainiac megjelenéséhez. Úgy érezték, hogy Marsters az egyetlen színész, akit el tudnak képzelni az általuk megálmodott „fenyegető, intelligens és szexis” Brainiac megszemélyesítőjeként. Abban az esetben, ha Marsters visszautasította volna az ajánlatot, Gough és Millar készek lettek volna ismét átértékelni Brainiac bemutatásának ötletét a sorozatban. Marsters-t megragadta a lehetőség, hogy egy olyan szereplőt alakíthat, akit pusztán az ösztönök vezérlik, akinek viselkedését egy cápáéhoz hasonlította. „Fine pusztán ennek ennek a törekvésnek az eredménye volt. Ez benne a legizgalmasabb; mintha egy cápát figyelne az ember. Soha nem jut eszedbe, hogy mit érez egy cápa; maga a tisztaság.”
Steven DeKnight író, aki már korábban is dolgozott együtt Marsters-szel mikor a színész Spike-ot játszotta a Buffy, a vámpírok réme című fantasysorozatban, teljesen más megközelítést alkalmazott a Marsters által alakított új szereplő megformálásakor. DeKnight megítélése szerint Spike „lobbanékonyabb”, mellyel szemben Fine egy jóval nyíltabb és „céltudatosabb klasszikus gonosztevő”. Marsters örült a gonosztevő szerepkör egy másfajta megközelítéséhez, mivel így lehetőség volt megmutatni, hogy nem csak „Spike-féle” szereplőket tud eljátszani. Marsters „gyilkoló robotként” írta le Brainiac-ot, akinek tetteit nem kíséri semmiféle kétség vagy lelkiismeret furdalás, egy „észbeli” lény, akinek csak a maga számára kitűzött cél vezérel. A színészt a Smallville alkotóinak „üdítő” megközelítése vonzotta a sorozathoz, valamint nagyra becsülte Clark útjának bemutatásának ötletét, melynek eredményeképpen a fiatalemberből Superman vált.
Bár Marsters-t megragadta a gondolat, hogy eljátszhatta a szereplőt, de voltak félelmei is vele kapcsolatban. Mivel a képregények oldalairól már ismerte Brainiac-ot, nem szerette volna, ha a sorozat alkotói zöldre festették volna őt és a szereplő hagyományos lila és rózsaszín jelmezébe bújtatják. A színész némi kutatást is végzett Brainiac-kal kapcsolatban, mivel a szereplő eredettörténetét csupán néhány panel foglalta össze a képregényekben. Marsters véleménye szerint Brainiac motivációja az emberiség megsemmisítésére abból ered, hogy meglátása szerint az emberek pusztítja a saját bolygóját, neki pedig az a feladata, hogy eltörölje ezt a káros fajt. Marsters a sorozat hatodik évadában is visszatért volna Brainiac szerepében, de mivel egyéb kötelezettségei ezt nem tették lehetővé, az alkotók le akarták zárni a történetet és így megölték a szereplőt. Később Gough és Millar ismét megkeresték Marsters-t, hogy csatlakozzon a Smallville-hez a sorozat hetedik évadában. Marsters, mivel ideje is engedte, lefogadta a felkérést és az évad négy epizódjában ismét visszatért Brainiac szerepében.
Brainiac magyar hangja az 5. évadban Láng Balázs, a 7. évadban pedig Bardóczy Attila.

### John Jones

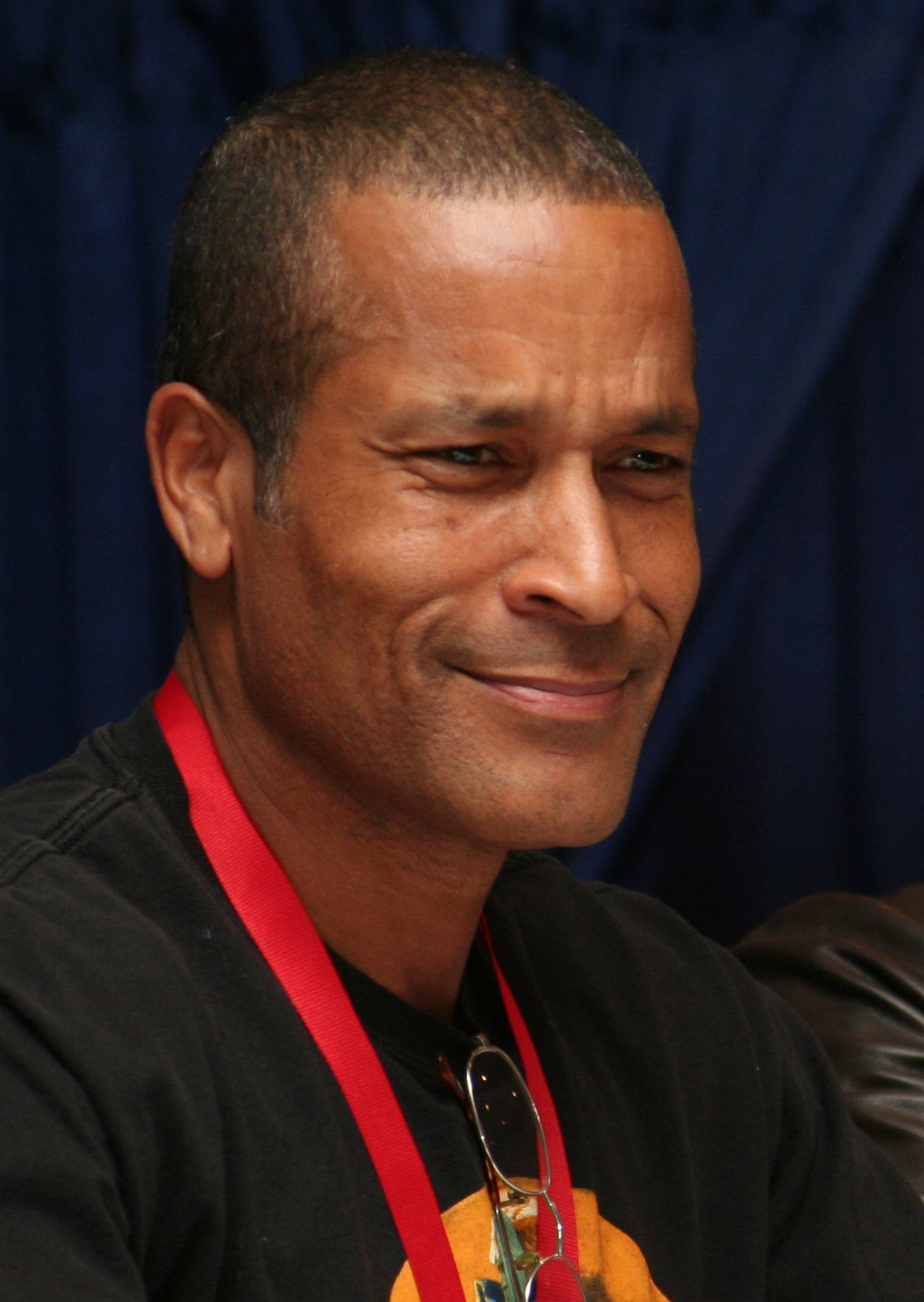
Phil Morris alakítja Clark védelmezőjét, John Jones-t.

Phil Morris játssza John Jones-t, a képregényekből Marsbéli Vadász néven ismert szereplőt. Morris hét epizódban jelent meg John szerepében, akit első cameo-megjelenése során a Sztatikus (Static) című epizódban azonban egy meg nem nevezett színész játszotta. Morris első hivatalos szereplése John Jones-ként a hatodik évad Labirintus (Labyrinth) című epizódban volt, melyben segít Clarknak kijutnia egy fiktív valóságból, melyet egy Fantom Zónába bebörtönzött bűnöző hozott létre, hogy átvegye Clark testét. A hatodik évad utolsó epizódjában fény derül rá, hogy Jones Lionel Luthorral dolgozott együtt, és egykor Jor-El küldötte volt. John Jones a Földön megérkezése óta figyeli Clarkot, de Jor-El utasításának értelmében csak akkor avatkozhat be a fiú életébe, ha az valódi életveszélybe kerül.
Mikor a Fantom Zóna rabjai közül az utolsó lemásolja Clark génállományát és a fiatalember hasonmásává változik, John segít Clarknak legyőznie a klónt a hetedik évad nyitóepizódjában. Majd megjelenik a 7. évad 4. epizódjában is ahol figyelmezteti Clark-ot hogy vigyázon Karaval. A nyolcadik évad első epizódjában John a Magány Erődjének összeomlása után a haldokló Clark segítségére siet, és a Nap közelébe viszi, hogy a sárga sugarak hatására visszanyerje erejét. Clark felépül és sérülésekből, de a Nap sugárzásának hatására John elveszíti saját emberfeletti képességeit és halandóként kénytelen folytatnia életét a Földön. A Prey című epizódban John tudatja Clarkkal, hogy a Metropolis-i rendőrkapitányságon vállalt nyomozói állást, hogy így Clark közelében legyen, ha a fiúnak szüksége lenne a segítségére. A Bulletproof című epizódban John-t meglövik, miközben önbíráskodó rendőröket próbál leleplezni, de az epizód végére szerencsésen felépül.
A sorozat producereinek megkeresése után Morris kétszer vett részt John Jones, a Marbéli Vadász szerepének meghallgatásán, majd három hét várakozás után értesítették, hogy megkapta a szerepet. A színész kedvezően értékelte, hogy az általa alakított szereplő öltözéke a modern kort tükrözi, és távolságot tart a hagyományos „köpeny és harisnya” viselettől. Morris John Jones-t Jor-El „eszközeként, biztonsági embereként, őrzőjeként és védelmezőjeként” jellemezte. A színész nyilatkozata szerint szívesen látná, ha John vezetné a sorozatban a jövőbeli Igazságligát, mivel született vezetőnek tekinti a szereplőt.
John Jones magyar hangjai Pap Dániel, Papucsek Vilmos és Beszterczey Attila.

### Grant Gabriel
Michael Cassidy játssza Grant Gabrielt, a Daily Planet új szerkesztőjét a hetedik évad hét epizódjában. Nem sokkal azután, hogy Grant felfogadja Lois Lane-t az újsághoz, részben azért, hogy jobb cikkek írására ösztönözze a tehetséges de még fiatal Chloe Sullivant, a férfi a Kara című epizódban romantikus jellegű kapcsolatot kezd Lane-nel. A szerelmespár titka a Kék című epizódban Chloe és Lex tudomására jut, és mindketten arra akarják rávenni őket, hogy szakítsanak, még mielőtt felmerül a kérdés, hogy Lois valójában hogyan jutott az állásához. Grant és Lois ennek ellenére is együtt maradnak és sokkal jobban ügyelnek rá, hogy kapcsolatuk titkokban maradjon. Miután Lex megvásárolja a lapot a Gemini című epizódban fény derül rá, hogy Grant Lex testvérének, Juliannak a klónja, aki még csecsemő korában halt meg. Miután Grant is megtudja ezt, megpróbálja felvenni a kapcsolatot Lionellel a Perszóna (Persona) című epizódban, hogy megakadályozza Lexet, hogy irányítsa az életét. Mikor Lex rádöbben, hogy képtelen Grantet a saját céljaira felhasználni, egy rablógyilkosságnak álcázott támadásban megöleti őt.
Lois soha nem jött rá, hogy Grant akit szeret valójában Lex "testvére" volt. Nem tesz rá utalást se Clark-al kapcsolatban sem Tess Mercer-el.
Magyar hangja Fekete Zoltán.

## Egyéb szereplők
A következő lista a Smallville azon szereplőit gyűjti össze, akik vendégszereplőként tűntek fel egy vagy több epizódban, de megjelenéseik nem voltak jelentős hatással a sorozat fő cselekményére.
| 1. évad - Sarah-Jane Redmond, mint Nell Potter - Jason Connery, mint Dominic Santori - Tom O’Brien, mint Roger Nixon - Hiro Kanagawa, mint Kwan igazgató - Robert Wisden, mint Gabe Sullivan - Joe Morton, mint dr. Steven Hamilton - Kelly Brook, mint Victoria Hardwick - Rekha Sharma, mint dr. Harden - Julian Christopher, mint dr. MacIntyre 2. évad - Jerry Wasserman, mint dr. Yaeger - Patrick Cassidy, mint Henry Small - Martin Cummins, mint dr. Garner - Jill Teed, mint Maggie Sawyer - Rob LaBelle, mint dr. Walden | 3. évad - Françoise Yip, mint dr. Tang - Lorena Gale, mint dr. Claire Foster - Sarah Carter, mint Alicia Baker - Alisen Down, mint Lillian Luthor - Gary Hudson, mint Frank Loder 4. évad - Jane Seymour, mint Genevieve Teague 6. évad - Fred Henderson, mint dr. Langston - Ben Ayres, mint Bartlett 7. évad - Kim Coates, mint Carter szövetségi nyomozó - Don Broatch, mint Shaw Madson 8. évad - Anna Williams, mint Eva |

## Külső hivatkozások
- A Smallville főbb szereplői a Smallville Wiki (Wikia Entertainment) oldalain (angolul)
- A Smallville visszatérő szereplői a Smallville Wiki (Wikia Entertainment) oldalain (angolul)
- A Smallville egyéb szereplői a Smallville Wiki (Wikia Entertainment) oldalain (angolul)